# Jean Sibelius
Jean Sibelius  escolteu-ne la pronunciació en suec (?·pàg.), nascut Johan Julius Christian Sibelius (Hämeenlinna, 8 de desembre de 1865 - Järvenpää, 20 de setembre de 1957) fou un compositor finlandès, un dels més populars de finals del segle xix i principis del xx. És reconegut de manera general com el compositor més destacat del seu país, i sovint se li reconeix el fet que la seva música va contribuir al fet que Finlàndia desenvolupés una identitat nacional més ferma quan el seu país estava lluitant contra diversos intents de russificació a finals del segle xix.
El nucli de la seva obra és el seu conjunt de set simfonies, que, com les seves altres obres importants, es representen i enregistren regularment a Finlàndia i països d'arreu del món. Les seves altres composicions més conegudes són Finlandia, la Suite Karelia, Valse triste, el Concert per a violí, la simfonia coral Kullervo i El cigne de Tuonela (de la Suite Lemminkäinen). Les seves altres obres inclouen peces inspirades en la natura, la mitologia nòrdica i l'⁣èpica nacional finlandesa, el Kalevala⁣; més d'un centenar de cançons per a veu i piano; música incidental per a nombroses obres de teatre; l'òpera en un acte La donzella a la torre⁣; música de cambra, música per a piano, música ritual maçònica i 21 publicacions de música coral.
Sibelius va compondre prolíficament fins a mitjans dels anys vint, però després de completar la Setena Simfonia (1924), la música incidental de La Tempesta (1926) i el poema sonor Tapiola (1926), va deixar de produir obres importants en els seus últims 30 anys, una jubilació comunament coneguda com el "silenci de Järvenpää", (la ubicació de casa seva). Encara que té fama d'haver deixat de compondre, va intentar continuar escrivint, incloent-hi intents fallits d'una Vuitena Simfonia. Més tard, va escriure música maçònica i va reeditar algunes obres anteriors, tot i que va mantenir un interès actiu però no sempre favorable pels nous desenvolupaments de la música. Tot i que aquest "silenci" ha deixat sovint perplexos els estudiosos, en realitat, Sibelius ho tenia clar: sentia que ja havia escrit prou.
El bitllet finlandès de 100 marcs va mostrar la seva imatge fins al 2002, quan es va adoptar l'⁣euro. Des de l'any 2011, Finlàndia celebra el dia de la bandera el 8 de desembre, l'aniversari del compositor, també conegut com el Dia de la música finlandesa. L'any 2015, amb motiu de la celebració del 150è aniversari del naixement de Sibelius, es van celebrar diversos concerts i esdeveniments especials, especialment a Hèlsinki, la capital finlandesa.

## Biografia

### Primers anys

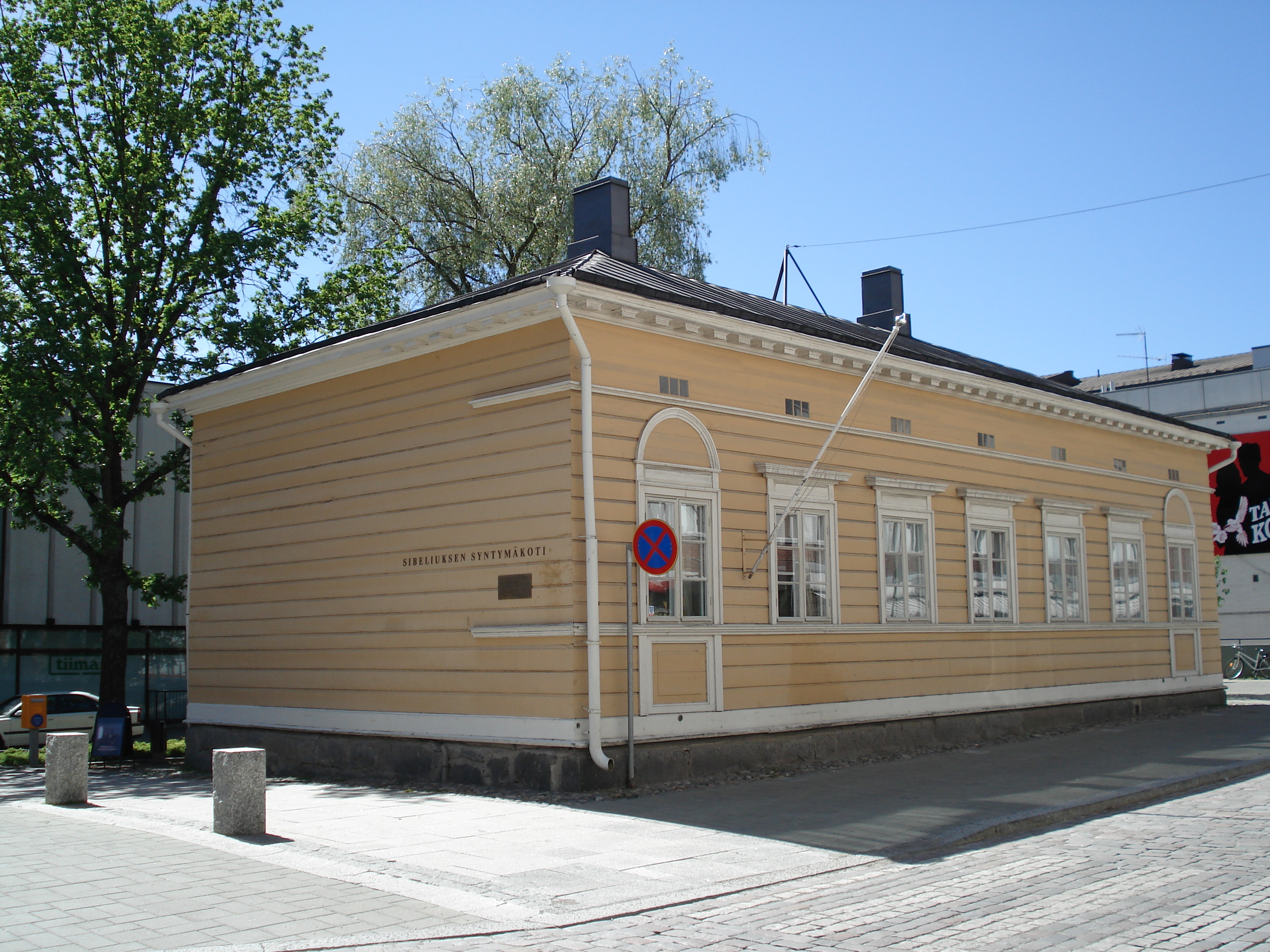
Lloc de naixement de Sibelius a Hämeenlinna

Sibelius va néixer el 8 de desembre de 1865 a Hämeenlinna, al Gran Ducat de Finlàndia, part autònoma de l'⁣Imperi Rus. Era fill del metge de parla sueca Christian Gustaf Sibelius i de Maria Charlotta Sibelius (de soltera Borg). El nom de la família prové de la finca de Sibbe a l'est d'Uusimaa, que posseïa el seu besavi patern. El pare de Sibelius va morir de tifoide el juliol de 1868, deixant deutes importants. Com a resultat, la seva mare —que estava de nou embarassada— va haver de vendre la seva propietat i traslladar la família a casa de Katarina Borg, la seva mare vídua, que també vivia a Hämeenlinna. Per tant, Sibelius es va criar en un entorn decididament femení, l'única influència masculina prové del seu oncle, Pehr Ferdinand Sibelius, que estava interessat per la música, especialment el violí. Va ser ell qui li va donar un violí al nen quan tenia deu anys i posteriorment el va encoratjar a continuar interessat en la composició. Per a Sibelius, l'oncle Pehr no només va ocupar el lloc d'un pare sinó que va actuar com a assessor musical.

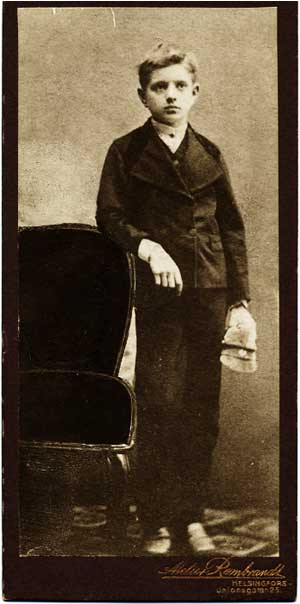
Sibelius d'11 anys el 1876

Des de ben petit, Sibelius va mostrar un fort interès per la natura, passejant sovint pel camp quan la família es traslladava a Loviisa, a la costa, durant els mesos d'estiu. En les seves pròpies paraules: «Per a mi, Loviisa representava sol i felicitat. Hämeenlinna era on anava a escola; Loviisa era llibertat.» Va ser a Hämeenlinna, quan tenia set anys, que la seva tia Julia va donar-li lliçons de piano a l'instrument vertical de la família, donant-li cops als nusos quan tocava una nota incorrecta. Va avançar improvisant pel seu compte, però va aprendre a llegir música. Més tard es va passar al violí, que preferia. Va participar en trios amb la seva germana gran Linda al piano i el seu germà petit Christian al violoncel. Christian Sibelius es va convertir en un eminent psiquiatre, encara recordat per les seves contribucions a la psiquiatria moderna a Finlàndia. A més, Sibelius sovint tocava en quartets amb famílies veïnes, augmentant la seva experiència en música de cambra. Sobreviuen fragments de les seves primeres composicions d'aquest període, un trio, un quartet de piano i una Suite en re menor per a violí i piano. Cap al 1881, va enregistrar en paper la seva breu peça en pizzicato Vattendroppar (Gotes d'aigua) per a violí i violoncel, tot i que podria haver estat només un exercici musical. La primera referència que es va fer a ell mateix com a compositor és en una carta d'agost de 1883 en la qual escriu que va compondre un trio i estava treballant en un altre: «Són bastant dolents, però és agradable tenir alguna cosa per fer en dies de pluja». El 1881, va començar a rebre lliçons de violí del mestre de banda local, Gustaf Levander, desenvolupant immediatament un interès especialment fort per l'instrument. Amb el cor posat en una carrera com a gran virtuós del violí, aviat va aconseguir esdevenir un intèrpret bastant competent, interpretant el Concert de David en mi menor el 1886 i, l'any següent, els dos darrers moviments del Concert per a violí de Mendelssohn a Hèlsinki. Malgrat aquest èxit com a instrumentista, va optar finalment per esdevenir compositor.
Tot i que la seva llengua materna era el suec, el 1874 Sibelius va assistir a l'escola preparatòria de Lucina Hagman de parla finlandesa. L'any 1876, va poder continuar la seva educació al Liceu Normal de Hämeenlinna en llengua finlandesa, on va ser un alumne bastant distret, tot i que ho va fer bastant bé en matemàtiques i botànica. Tot i haver de repetir un any, va aprovar l'examen final de l'escola l'any 1885, fet que li va permetre entrar a la universitat. De nen era conegut com a Janne, una forma col·loquial de Johan. No obstant això, durant els seus anys d'estudiant, va adoptar la denominació francesa Jean, influït per la targeta de visita del seu oncle mariner difunt. Des d'aquell moment, es va fer conegut com a Jean Sibelius.

### Estudis i inicis de carrera
Després de graduar-se a l'escola secundària l'any 1885, Sibelius va començar a estudiar dret a la Universitat Imperial Alexander de Finlàndia, però, mostrant molt més interès per la música, aviat es va traslladar a l'Institut de Música de Hèlsinki (ara l'⁣Acadèmia Sibelius) on va estudiar des de 1885 fins a 1889.

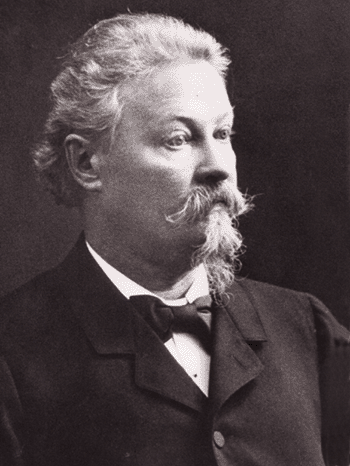
Martin Wegelius, professor de Sibelius a Finlàndia

Un dels seus professors va ser el seu fundador, Martin Wegelius, que va fer molt per donar suport al desenvolupament de l'educació a Finlàndia. Va ser ell qui va donar a l'autodidacta Sibelius les seves primeres lliçons formals de composició. Una altra influència important va ser el seu mestre Ferruccio Busoni, un pianista-compositor amb qui va gaudir d'una amistat que va durar tota la vida. El seu cercle proper d'amics incloïa el pianista i escriptor Adolf Paul i el futur director d'orquestra Armas Järnefelt (que el va presentar a la seva influent família, inclosa la seva germana Aino, que es convertiria en la dona de Sibelius). La més notable de les seves obres durant aquest període va ser la Sonata per a violí en fa, que recordava més aviat a Grieg.
Sibelius va continuar els seus estudis a Berlín (de 1889 a 1890) amb Albert Becker, i a Viena (de 1890 a 1891) amb Robert Fuchs i el jueu hongarès Karl Goldmark. A Berlín, va tenir l'oportunitat d'ampliar la seva experiència musical assistint a diversos concerts i òperes, inclosa l'estrena de Don Juan de Richard Strauss. També va escoltar el compositor finlandès Robert Kajanus dirigint la Filharmònica de Berlín en un programa que incloïa el seu poema simfònic Aino, una peça patriòtica que podria haver desencadenat l'interès posterior de Sibelius per utilitzar el poema èpic Kalevala com a base per a les seves pròpies composicions. Mentre estava a Viena, es va interessar especialment per la música d'⁣Anton Bruckner a qui, durant un temps, va considerar com "el més gran compositor viu", encara que va continuar mostrant interès per les obres establertes de Beethoven i Wagner. Va gaudir del seu any a Viena, sovint fent festa i jugant amb els seus nous amics. També va ser a Viena on es va dedicar a la composició orquestral, treballant en una obertura en mi major i una Scène de Ballet. Mentre s'embarcava en Kullervo, una obra orquestral amb cor i solistes inspirada en el Kalevala, va caure malalt, però es va recuperar després d'haver-se sotmès a una cirurgia per extreure els càlculs biliars. Poc després de tornar a Hèlsinki, Sibelius va gaudir molt dirigint la seva Obertura i l'Scène de Ballet en un concert popular. També va poder continuar treballant a Kullervo, ara que cada cop estava més interessat en tot el que era finlandès. Estrenada a Hèlsinki el 28 d'abril de 1892, l'obra va tenir un gran èxit.

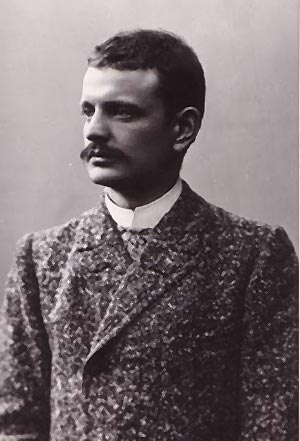
Sibelius el 1891, quan estudiava a Viena

Va ser per aquesta època quan Sibelius finalment va abandonar les seves estimades aspiracions com a violinista:
La meva tragèdia va ser que volia ser un violinista famós a qualsevol preu. Des dels 15 anys vaig tocar el meu violí pràcticament des del matí fins a la nit. Odiava la ploma i la tinta; malauradament, preferia un elegant arc de violí. El meu amor pel violí va durar força i va ser un despertar molt dolorós quan vaig haver d'admetre que havia començat massa tard la meva formació per a la carrera exigent d'un virtuós.
A part de les llargues estades que va passar estudiant a Viena i Berlín, l'any 1900 va fer un viatge a Itàlia, on va passar un any amb la seva família. Va compondre, dirigir i socialitzar activament tant als països escandinaus com a la Gran Bretanya, França i Alemanya, i més tard va fer un viatge als Estats Units.

### Matrimoni i ascens a la fama
Durant el temps que Sibelius estudiava música a Hèlsinki a la tardor de 1888, Armas Järnefelt, un amic de l'Institut de Música, el va convidar a la seva residència familiar. Allà va conèixer i es va enamorar immediatament d'⁣Aino, la filla de 17 anys del general Alexander Järnefelt, el governador de Vaasa, i d'Elisabeth Clodt von Jürgensburg, una aristòcrata bàltica. El casament es va celebrar el 10 de juny de 1892 a Maxmo. Van passar la seva lluna de mel a Carèlia, la llar dels Kalevala. Va servir d'inspiració per al poema tonal de Sibelius En saga, les llegendes de Lemminkäinen i la Suite Karelia. La seva casa, Ainola, es va acabar prop del llac Tuusula, a Järvenpää, el 1904. Durant els anys a Ainola, van tenir sis filles: Eva, Ruth, Kirsti (que va morir a l'edat d'un any de tifoide), Katarina, Margareta i Heidi. Eva es va casar amb un hereu industrial, Arvi Paloheimo, i més tard es va convertir en el conseller delegat de la Paloheimo Corporation. Ruth Snellman va ser una actriu destacada, Katarina Ilves es va casar amb un banquer i Heidi Blomstedt va ser dissenyadora, dona de l'arquitecte Aulis Blomstedt. Margareta es va casar amb el director d'orquestra Jussi Jalas, germà d'Aulis Blomstedt.
El 1892, Kullervo va inaugurar l'enfocament de Sibelius en la música orquestral. Va ser descrit pel compositor Aksel Törnudd com "una erupció volcànica" mentre que Juho Ranta que cantava al cor va declarar: "Era música finlandesa". A finals d'aquell any, va morir l'àvia del compositor, Katarina Borg. Sibelius va assistir al funeral i va visitar la casa de la seva família a Hämeenlinna per última vegada abans que fos venuda. El 16 de febrer de 1893 es va presentar a Hèlsinki la primera versió (ampliada) d'En saga tot i que no va tenir massa bona acollida, els crítics van suggerir que s'havien d'eliminar les seccions supèrflues (com ho va fer Sibelius en la versió de 1902). Encara menys reeixits van ser les tres representacions més de Kullervo al març, que un crític va trobar incomprensibles i mancades de vitalitat. Després del naixement de la primera filla de Sibelius, Eva, a l'abril, l'estrena de la seva obra coral Väinämöinen's Boat Ride va assolir un èxit considerable, obtenint el suport de la premsa.
El 13 de novembre de 1893, es va estrenar la versió completa de Karelia en una gala de l'associació d'estudiants al Seurahuone de Viipuri amb la col·laboració de l'artista Axel Gallén i l'escultor Emil Wikström que havia estat contractat per dissenyar els decorats. Encara que la primera actuació va resultar difícil d'apreciar a causa del soroll de fons del públic conversant, una segona actuació el 18 de novembre ja va tenir més èxit. A més, els dies 19 i 23 Sibelius va presentar una suite ampliada de l'obra a Hèlsinki, dirigint l'orquestra de la Societat Filharmònica. La música de Sibelius es presentava cada cop més a les sales de concerts de Hèlsinki. A la temporada 1894–1895, obres com En saga, Karelia i Vårsång (composta el 1894) es van incloure en almenys setze concerts a la capital, sense oblidar els que es van fer a Turku. Quan es va interpretar en una versió revisada el 17 d'abril de 1895, el compositor Oskar Merikanto va donar la benvinguda a Vårsång (Cançó de primavera) com "la flor més bella entre les peces orquestrals de Sibelius".

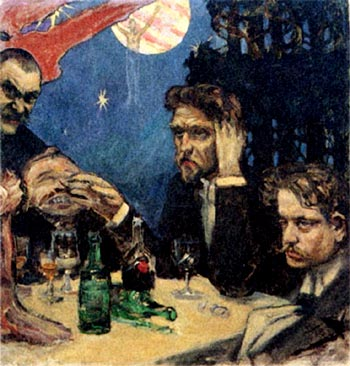
Sibelius (dreta) socialitzant amb Akseli Gallen-Kallela (l'artista, esquerra), Oskar Merikanto i Robert Kajanus

Durant un període considerable, Sibelius va treballar en una òpera, Veneen luominen (La construcció del vaixell), de nou basada en el Kalevala. Fins a cert punt, havia caigut sota la influència de Wagner, però posteriorment va recórrer als poemes simfònics de Liszt com a font d'inspiració compositiva. Adaptat del material per a l'òpera, que mai va completar, la seva Suite Lemminkäinen constava de quatre llegendes en forma de poemes simfònics. Es van estrenar a Hèlsinki el 13 d'abril de 1896 amb la sala plena. En contrast amb l'entusiasme de Merikanto per la qualitat finlandesa de l'obra, el crític Karl Flodin va trobar el corn anglès en solitari d'El cigne de Tuonela "increïblement llarg i avorrit", tot i que considerava la primera llegenda, Lemminkäinen i les donzelles de l'illa, com a representant del cim de l'èxit de Sibelius fins ara.
Per pagar-lo, a partir de 1892 Sibelius havia assumit tasques d'ensenyament a l'Institut de Música i a l'escola de direcció de Kajanus, però això li va deixar temps insuficient per compondre. La situació va millorar considerablement quan el 1898 se li va concedir una important beca anual, inicialment de deu anys i posteriorment prorrogada de per vida. Va poder completar la música de l'obra d'Adolf Paul Rei Cristià II. Interpretada el 24 de febrer de 1898, les seves melodies enganxoses van atreure el públic. Les partitures de quatre peces populars de l'obra es van publicar a Alemanya i es van vendre bé a Finlàndia. Quan la suite orquestral es va interpretar amb èxit a Hèlsinki el novembre de 1898, Sibelius va comentar: "La música sonava excel·lent i els tempi semblen correctes. Crec que és la primera vegada que aconsegueixo fer alguna cosa completa". L'obra també es va representar a Estocolm i Leipzig.
El gener de 1899, Sibelius es va embarcar en la seva Primera Simfonia en un moment en què els seus sentiments patriòtics estaven augmentant per l'intent de l'emperador rus Nicolau II de restringir els poders del Gran Ducat de Finlàndia. La simfonia va tenir una bona acollida quan es va estrenar a Hèlsinki el 26 d'abril de 1899. Però el programa també va estrenar la Cançó dels atenesos, encara més convincent i descaradament patriòtica, per a cors de nois i homes. La cançó immediatament va portar a Sibelius l'estatus d'heroi nacional. Un altre treball patriòtic va seguir el 4 de novembre en forma de vuit quadres que representaven episodis de la història finlandesa coneguts com a Música de Celebració de la Premsa. Havia estat escrit en suport del personal del diari Päivälehti, que havia estat suspès durant un període després de criticar editorialment el domini rus. L'últim quadre, Finlàndia desperta, va ser especialment popular; després de petites revisions, es va convertir en la coneguda Finlandia.

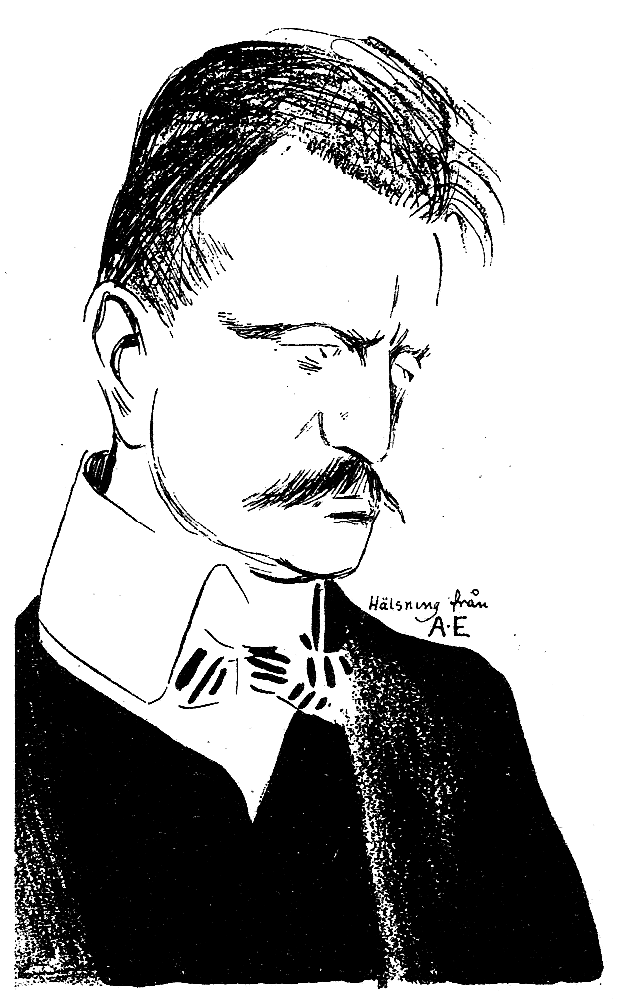
Sibelius: esbós d'⁣Albert Engström (1904)

El febrer de 1900, la filla menor de Sibelius, Kirsti, va morir. No obstant això, a l'estiu Sibelius va fer una gira internacional amb Kajanus i la seva orquestra, presentant les seves obres recents (inclosa una versió revisada de la Primera Simfonia) a tretze ciutats, entre elles Estocolm, Copenhaguen, Hamburg, Berlín i París. Els crítics van ser molt favorables, portant al compositor un reconeixement internacional amb els seus entusiastes reportatges al Berliner Börsen-Courier, al Berliner Fremdenblatt i al Berliner Lokal Anzeiger.
Durant un viatge amb la seva família a Rapallo, Itàlia, el 1901, Sibelius va començar a escriure la Segona Simfonia, inspirada en part pel destí de Don Juan a Don Giovanni de Mozart. Es va completar a principis de 1902 amb l'estrena a Hèlsinki el 8 de març. El treball va ser rebut amb un gran entusiasme pels finlandesos. Merikanto va considerar que va superar "fins i tot les expectatives més audaces", mentre que Evert Katila la va descriure com "una obra mestra absoluta". Flodin, també, va escriure sobre una composició simfònica "que fins llavors no havíem tingut l'oportunitat d'escoltar".
Sibelius va passar l'estiu a Tvärminne prop de Hanko, on va treballar en la cançó Var det en dröm (Va ser un somni) així com en una nova versió d'En saga. Quan es va interpretar a Berlín amb la Filharmònica de Berlín el novembre de 1902, va servir per establir fermament la reputació del compositor a Alemanya, donant lloc poc després a la publicació de la seva Primera Simfonia.
L'any 1903, Sibelius va passar gran part del seu temps a Hèlsinki, on es va dedicar excessivament a beure i a sopar, i va acumular comptes considerables als restaurants. Però va continuar component, un dels seus grans èxits va ser Valse triste, una de les sis peces de música incidental que va compondre per a l'obra Kuolema (Mort) del seu cunyat Arvid Järnefelt. A falta de diners, va vendre la peça a un preu baix, però ràpidament va guanyar una popularitat considerable no només a Finlàndia sinó en l'àmbit internacional. Durant les seves llargues estades a Hèlsinki, l'esposa de Sibelius, Aino, li escrivia sovint, implorant-li que tornés a casa, però sense èxit. Fins i tot després de néixer la seva quarta filla, Katarina, va continuar treballant fora de casa. A principis de 1904, va acabar el seu Concert per a violí, però la seva primera actuació pública el 8 de febrer no va ser un èxit. Va donar lloc a una versió revisada i condensada que es va interpretar a Berlín l'any següent.

### Ainola
El novembre de 1903, Sibelius va començar a construir la seva nova casa Ainola (lloc d'Aino) prop del llac Tuusula uns 45 km al nord de Hèlsinki. Per cobrir els costos de construcció, va fer concerts a Hèlsinki, Turku i Vaasa a principis de 1904, així com a Tallinn, Estònia, i a Letònia durant l'estiu. La família finalment va poder traslladar-se a la nova propietat el 24 de setembre de 1904, fent amistat amb la comunitat artística local, inclosos els pintors Eero Järnefelt i Pekka Halonen i el novel·lista Juhani Aho.
El gener de 1905, Sibelius va tornar a Berlín on va dirigir la seva Segona Simfonia. Tot i que el concert en si va tenir èxit, va rebre crítiques diverses, algunes molt positives, mentre que els de l'Allgemeine Zeitung i el Berliner Tageblatt es van mostrar menys entusiastes. De tornada a Finlàndia, va reescriure els cada cop més populars Pelléas i Mélisande com a suite orquestral. Al novembre, visitant la Gran Bretanya per primera vegada, va anar a Liverpool on va conèixer Henry Wood. El 2 de desembre, va dirigir la Primera Simfonia i Finlandia, escrivint a Aino que el concert havia estat un gran èxit i molt aclamat.
L'any 1906, després d'una estada breu i força tranquil·la a París a principis d'any, Sibelius va passar diversos mesos component a Ainola, sent la seva obra principal de l'època La filla de Pohjola, una altra peça basada en el Kalevala. Més tard del mateix any va compondre música incidental per a El festí de Baltasar, adaptant-la també com a suite orquestral. Va acabar l'any dirigint una sèrie de concerts, el més reeixit va ser la primera representació pública de La filla de Pohjola al teatre Mariinsky de Sant Petersburg.

### Pujades i baixades
Des de principis de 1907, Sibelius es va dedicar de nou a beure i sopar excessivament a Hèlsinki, gastant quantitats exorbitants en xampany i llagosta. El seu estil de vida va tenir un efecte desastrós en la salut d'Aino que es va veure obligada a retirar-se a un sanatori, patint esgotament. Mentre ella estava fora, Sibelius va decidir deixar de beure, concentrant-se, en canvi, a compondre la Tercera Simfonia. Va completar el treball per a una actuació a Hèlsinki el 25 de setembre. Tot i que el seu enfocament més clàssic va sorprendre el públic, Flodin va comentar que era "interiorment nou i revolucionari".
Poc després Sibelius va conèixer Gustav Mahler que era a Hèlsinki. Tots dos van coincidir que amb cada nova simfonia, hi perdien aquells que havien estat atrets pels seus treballs anteriors. Això es va demostrar sobretot a Sant Petersburg, on es va interpretar la Tercera Simfonia el novembre de 1907 amb crítiques despectives. La seva acollida a Moscou va ser força més positiva.

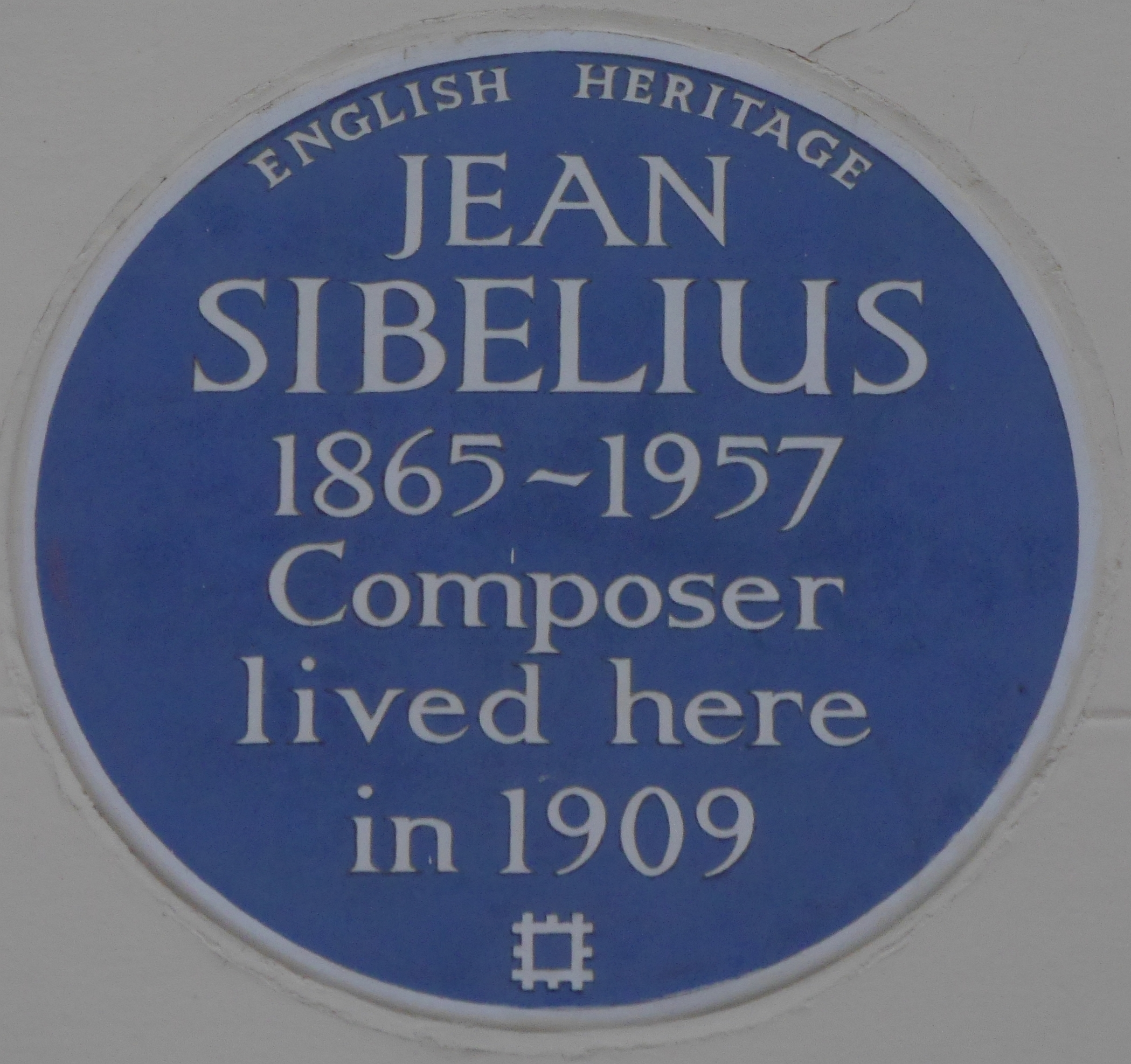
Placa blava, 15 Gloucester Walk, Kensington, Londres, casa seva el 1909

L'any 1907, Sibelius va ser sotmès a una operació greu per sospita de càncer de gola. A principis de 1908, va haver de passar un període a l'hospital. El seu fet de fumar i beure s'havia convertit en perillós per la seva vida. Tot i que va cancel·lar concerts a Roma, Varsòvia i Berlín, va mantenir un compromís a Londres, però tampoc allà la seva Tercera Simfonia no va aconseguir atreure la crítica. El maig de 1908, la salut de Sibelius es va deteriorar encara més. Va viatjar amb la seva dona a Berlín per extirpar-se un tumor de la gola. Després de l'operació, va prometre deixar de fumar i beure d'una vegada per totes. S'ha dit que l'impacte d'aquest escull amb la mort va inspirar obres que va compondre en els anys següents, com Luonnotar i la Quarta Simfonia.

### Temps més agradables
El 1909, l'èxit de l'operació de la gola va donar lloc a una renovada felicitat entre Sibelius i Aino a la casa familiar. També a la Gran Bretanya, la seva condició va ser ben rebuda, ja que va dirigir En saga, Finlandia, Valse Triste i Cançó de Primavera a un públic entusiasta. Una reunió amb Claude Debussy va generar un suport addicional. Després d'un altre viatge sense incidents a París, va anar a Berlín on es va sentir alleujat en saber que la seva operació de gola havia tingut un èxit total.
Sibelius va començar a treballar en la Quarta Simfonia a principis de 1910, però els seus fons minvants també el van obligar a escriure una sèrie de peces i cançons més petites. L'octubre va dirigir concerts a Kristiania (ara Oslo) on es van interpretar per primera vegada La Dríada i In Memoriam. El seu Valse triste i la Segona Simfonia van ser especialment ben acollides. Després va viatjar a Berlín per continuar treballant en la seva Quarta Simfonia, escrivint el final després de tornar a Järvenpää.
Sibelius va dirigir els seus primers concerts a Suècia a principis de 1911, moment en el qual fins i tot la seva Tercera Simfonia va ser ben rebuda per la crítica. Va completar la Quarta Simfonia a l'abril però, com s'esperava, amb el seu estil introspectiu no va ser molt ben rebut quan es va interpretar per primera vegada a Hèlsinki amb crítiques diverses. A part d'un viatge a París on va gaudir d'una representació de Salomé de Richard Strauss, la resta de l'any va ser força tranquil. El 1912, va completar la seva breu obra orquestral Scènes historiques II. Es va interpretar per primera vegada al març juntament amb la Quarta Simfonia. El concert es va repetir dues vegades a un públic entusiasta i a la crítica, inclòs Robert Kajanus. La Quarta Simfonia també va tenir una bona acollida a Birmingham al setembre. El març de 1913, es va representar a Nova York però una gran part del públic va abandonar la sala entre els moviments, mentre que a l'octubre, després d'un concert dirigit per Carl Muck, el Boston American ho va titllar d'"un trist fracàs".
La primera composició significativa de Sibelius de 1913 va ser el poema simfònic El bard, que va dirigir al març a un públic respectuós a Hèlsinki. Va compondre Luonnotar (Filla de la natura) per a soprano i orquestra. Amb un text del Kalevala, va ser interpretat per primera vegada en finlandès el setembre de 1913 per Aino Ackté (a qui havia estat dedicat) al festival de música de Gloucester, Anglaterra. A principis de 1914, Sibelius va passar un mes a Berlín on es va sentir especialment atret per Arnold Schoenberg. De tornada a Finlàndia, va començar a treballar a Les oceànides, que el milionari nord-americà Carl Stoeckel havia encarregat per al Festival de Música de Norfolk. Després de compondre per primera vegada l'obra en re bemoll major, Sibelius va emprendre revisions substantives, presentant una versió en re major a Norfolk, que va tenir una bona acollida, igual que Finlandia i el Valse triste. Henry Krehbiel considerava Les oceànides una de les peces de música marinera més boniques mai compostes, mentre que The New York Times va comentar que la música de Sibelius va ser la contribució més notable al festival de música. Mentre estava a Amèrica, Sibelius va rebre un doctorat honoris causa per la Universitat Yale i, gairebé simultàniament, un per la Universitat de Hèlsinki, on estava representat per Aino.

### Anys de la Primera Guerra Mundial
Mentre viatjava des dels Estats Units, Sibelius va sentir parlar dels esdeveniments de Sarajevo que van portar a l'inici de la Primera Guerra Mundial. Malgrat que no estava implicat en la lluita, els seus ingressos per drets d'autor de l'estranger van ser interromputs. Per arribar a final de mes, va compondre obres més petites per publicar-les a Finlàndia. El març de 1915 va poder viatjar a Göteborg a Suècia, on la seva obra Les oceànides va ser molt apreciada. Mentre treballava en la seva Cinquena Simfonia a l'abril, va veure 16 cignes volant, inspirant-lo a escriure el final. "Una de les grans experiències de la meva vida!" va comentar. Tot i que hi va haver pocs avenços en la simfonia durant l'estiu, va poder completar-la abans del seu 50è aniversari el 8 de desembre.
El vespre del seu aniversari, Sibelius va dirigir l'estrena de la Cinquena Simfonia a la sala de la Borsa de Hèlsinki. Malgrat els elogis entusiastes de Kajanus, el compositor no estava satisfet amb la seva obra i aviat va començar a revisar-la. Aproximadament en aquesta època, Sibelius es trobava cada vegada més endeutat. El piano de cua que havia rebut com a regal estava a punt de ser confiscat pels creditors quan la cantant Ida Ekman va pagar una part substancial del seu deute després d'una exitosa campanya de recaptació de fons.
Un any més tard, el 8 de desembre de 1916, Sibelius va presentar la versió revisada de la seva Cinquena Simfonia a Turku, combinant els dos primers moviments i simplificant el final. Quan es va interpretar una setmana més tard a Hèlsinki, Katila va ser molt favorable, però Wasenius va desestimar els canvis, i va portar el compositor a reescriure'l una vegada més.
Des de principis de 1917, Sibelius va tornar a beure, provocant discussions amb Aino. La seva relació va millorar amb l'emoció resultant de l'inici de la Revolució Russa. A finals d'any, Sibelius havia compost Jäger March . La peça va resultar especialment popular després que el parlament finlandès acceptés la declaració d'independència del Senat de Rússia el desembre de 1917. La Marxa dels Jäger, interpretada per primera vegada el 19 de gener de 1918, va delectar l'elit de Hèlsinki durant un breu temps fins a l'inici de la Guerra Civil finlandesa el 27 de gener. Sibelius va donar suport naturalment als Blancs, però com a tolstoiana, Aino Sibelius també tenia algunes simpaties pels Rojos.
Al febrer, la seva casa (Ainola) va ser escorcollada dues vegades per la Guàrdia Roja local a la recerca d'armes. Durant les primeres setmanes de guerra, alguns dels seus coneguts van morir de forma violenta, i el seu germà, el psiquiatre Christian Sibelius, va ser detingut perquè es va negar a reservar llits per als soldats rojos que havien patit un atac d'obusos al front. Els amics de Sibelius a Hèlsinki estaven ara preocupats per la seva seguretat. El compositor Robert Kajanus va negociar amb el comandant en cap de la Guàrdia Roja Eero Haapalainen, que va garantir a Sibelius un viatge segur des d'Ainola fins a la capital. El 20 de febrer, un grup de combatents de la Guàrdia Roja va escortar la família a Hèlsinki. Finalment, del 12 al 13 d'abril, les tropes alemanyes van ocupar la ciutat i el període Roig va acabar. Una setmana més tard, l'⁣Orquestra Filharmònica de Hèlsinki va oferir un concert en homenatge al comandant alemany Rüdiger von der Goltz. Sibelius va acabar l'acte dirigint la Marxa dels Jäger.

### Fortunes reviscudes però tremolor de mans creixent

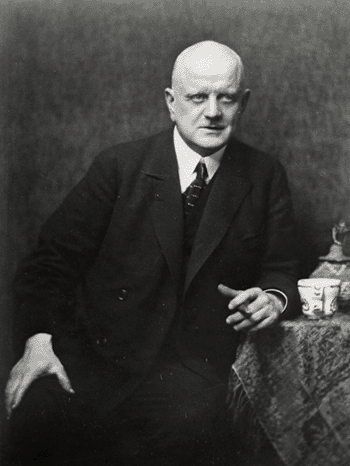
Sibelius el 1923

A principis de 1919, Sibelius va decidir canviar la seva aparença, afaitant-se el que quedava del seu cabell prim. Al juny, acompanyat d'Aino, va viatjar a Copenhaguen en el seu primer viatge fora de Finlàndia des de 1915, presentant amb èxit la seva Segona Simfonia. Al novembre, va dirigir la versió definitiva de la seva Cinquena Simfonia, rebent repetides ovacions del públic. A finals d'any, ja estava immers en la seva sisena obra.
El 1920, malgrat un tremolor creixent a les seves mans, Sibelius va compondre l'Himne de la Terra a un text del poeta Eino Leino per al cor Suomen Laulu i va orquestrar el seu Valse lyrique, ajudat amb la beguda. El dia del seu aniversari, el desembre de 1920, Sibelius va rebre una donació de 63.000 marcs, una suma substancial que el tenor Wäinö Sola havia obtingut de negocis finlandesos. Tot i que va utilitzar una part dels diners per reduir els seus deutes, també va passar una setmana celebrant-ho en excés a Hèlsinki.
En aquest moment, Sibelius va mantenir negociacions detallades amb George Eastman, inventor de la càmera Kodak i fundador de l'⁣Eastman School of Music de Rochester, Nova York. Eastman va oferir un sou de 20.000 dòlars per ensenyar durant un sol any, i abans que Sibelius declinés, les negociacions van ser tan fermes que el New York Times va publicar l'arribada de Sibelius com a fet.
Sibelius va gaudir d'un gran èxit durant un viatge a Anglaterra a principis de 1921, dirigint diversos concerts per tot el país, incloses les Simfonies Quarta i Cinquena, Les oceànides, la sempre popular Finlandia i Valse triste. Immediatament després, va dirigir la Segona Simfonia i Valse triste a Noruega. Començava a patir esgotament, però les crítiques es van mantenir positives. Al seu retorn a Finlàndia a l'abril, va presentar el Retorn de Lemminkäinen i la Cinquena Simfonia als Dies de la Música Nòrdica.
A principis de 1922, després de patir mals de cap, Sibelius va decidir adquirir ulleres encara que mai les va portar per a les fotografies. Al juliol, es va entristir per la mort del seu germà Christian. A l'agost, es va unir als maçons finlandesos i va compondre música ritual per a ells. El febrer de 1923, va estrenar la Sisena Simfonia. Evert Katila ho va elogiar molt com "pur idil·li". Abans que s'acabés l'any també havia dirigit concerts a Estocolm i Roma, els primers amb un gran èxit, el segon amb crítiques diverses. Després es va dirigir a Göteborg, on va gaudir d'una rebuda extàtica tot i que va arribar a la sala de concerts patint un excés de menjar i beguda. Tot i seguir bevent, per a consternació d'Aino, Sibelius va aconseguir completar la seva Setena Simfonia el març de 1924. Sota el títol de Fantasia sinfonica va rebre la seva primera actuació pública a Estocolm on va ser un èxit. Va ser encara més apreciat en una sèrie de concerts a Copenhaguen a finals de setembre. Sibelius va ser honorat amb la Creu de Cavaller Comandant de l'⁣Orde de la Dannebrog.
Va passar la major part de la resta de l'any descansant, ja que les seves recents activitats l'estaven esgotant físicament i mentalment. Tot i compondre algunes peces petites, va recórrer cada vegada més a l'alcohol. El maig de 1925, el seu editor danès Wilhelm Hansen i el Teatre Reial Danès el van convidar a compondre música incidental per a una producció de La tempesta de Shakespeare. Va completar l'obra molt abans de la seva estrena el març de 1926. Va ser ben rebut a Copenhaguen encara que Sibelius no hi va assistir.
La periodista musical Vesa Sirén ha trobat proves que Sibelius potser va patir una tremolor essencial des de petit i que va reduir els símptomes bevent alcohol. Aquesta automedicació és habitual i eficaç, però els metges la desaconsellen a causa dels riscos que superen els beneficis. La investigació de Sirén compta amb el suport de diversos experts mèdics. Presumiblement, el tremolor va impedir escriure i va perjudicar la seva vida social.

### Últimes obres importants

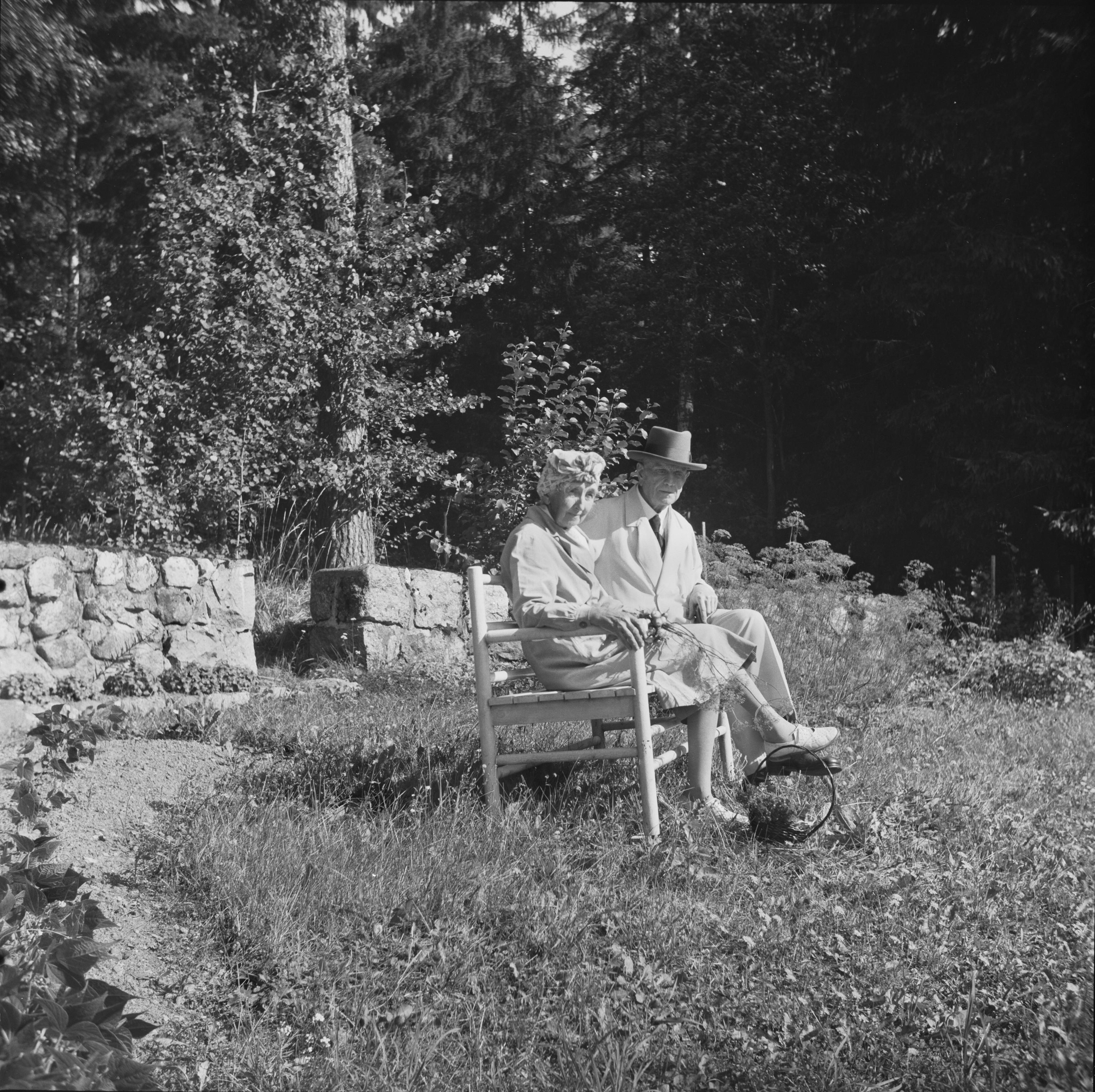
Sibelius i Aino a Järvenpää (principis de la dècada de 1940)

L'any 1926 va veure un fort i durador declivi en la producció de Sibelius: després de la seva Setena Simfonia, només va produir algunes obres importants durant la resta de la seva vida. Sens dubte, els dos més significatius van ser la música incidental de La tempesta i el poema simfònic Tapiola. Durant la major part dels darrers trenta anys de la seva vida, Sibelius fins i tot va evitar parlar públicament de la seva música.

Hi ha proves substancials que Sibelius va treballar en una Vuitena Simfonia. Va prometre l'estrena d'aquesta simfonia a Serge Koussevitzky el 1931 i el 1932, i fins i tot es va anunciar al públic una actuació a Londres el 1933 amb Basil Cameron. L'única prova concreta de l'existència de la simfonia en paper és una factura de 1933 per a una còpia del primer moviment i fragments breus d'esborranys publicats i interpretats per primera vegada el 2011. Sibelius sempre havia estat força autocrític; va comentar als seus amics propers: "Si no puc escriure una simfonia millor que la meva Setena, llavors serà la meva última". Com que no sobreviu cap manuscrit, les fonts consideren probable que Sibelius va destruir la majoria dels rastres de la partitura, probablement l'any 1945, any durant el qual, sens dubte, va lliurar una gran quantitat de papers a les flames. La seva dona Aino va recordar:
A la dècada de 1940 hi va haver un gran acte de fe a Ainola. El meu marit va recollir diversos manuscrits en una cistella de roba i els va cremar al foc obert del menjador. Parts de la Suite Karelia van ser destruïdes –més tard vaig veure restes de les pàgines que havien estat arrencades– i moltes altres coses. No vaig tenir forces per ser present i vaig sortir de la sala. Per tant, no sé què va tirar al foc. Però després d'això, el meu marit es va tornar més tranquil i d'humor gradualment més lleuger.

### Anys de la Segona Guerra Mundial
El 70è aniversari de Sibelius (8 de desembre de 1935), el règim nazi alemany li va concedir la Medalla Goethe amb un certificat signat per Adolf Hitler. Després de l'intent d'invasió soviètica de Finlàndia a finals de 1939–1940 (la Guerra d'Hivern) que, encara que inicialment repel·lida, va obligar Finlàndia a cedir territori a la Unió Soviètica després de la posterior derrota de l'exèrcit finlandès, la família Sibelius va tornar definitivament a Ainola l'estiu de 1941, després d'una llarga absència. Ansiós pel bolxevisme, Sibelius va defensar que els soldats finlandesos marxessin al costat de les forces alemanyes després de la invasió alemanya de la Unió Soviètica el 22 de juny de 1941.
L'1 de gener de 1939, Sibelius havia participat en una emissió de ràdio internacional durant la qual va dirigir el seu Andante Festivo. L'actuació es va conservar en discos de transcripció i posteriorment es va publicar en CD. Aquest és probablement l'únic exemple supervivent de Sibelius interpretant la seva pròpia música.

### Últims anys i mort

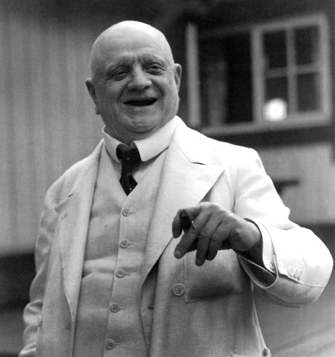
Sibelius el 1939

A partir de 1903 i durant molts anys després, Sibelius va residir a la zona rural. Tot i que van tenir una casa a Hèlsinki a partir de 1939, ell i Aino van tornar a Ainola el 1941, amb visites esporàdiques a la ciutat. Després de la guerra va tornar a Hèlsinki només un parell de vegades. El denominat "silenci de Järvenpää" es va convertir en una mena de mite, ja que a més d'innombrables visitants oficials i col·legues, també els seus néts i besnéts passaven les vacances allà.
Sibelius va evitar declaracions públiques sobre altres compositors, però Erik W. Tawaststjerna i el secretari de Sibelius Santeri Levas han documentat converses privades en les quals admirava Richard Strauss i considerava Béla Bartók i Dmitri Xostakóvitx els compositors més talentosos de la generació més jove. A la dècada de 1950 va promocionar el jove compositor finlandès Einojuhani Rautavaara.
El seu 90è aniversari, el 1955, va ser àmpliament celebrat, i tant l'⁣Orquestra de Filadèlfia amb Eugene Ormandy com la Royal Philharmonic Orchestra sota la direcció de Sir Thomas Beecham van fer actuacions especials de la seva música.

Tawaststjerna també relata una anècdota en relació amb la mort de Sibelius:
[Ell] tornava del seu habitual passeig matinal. Emocionat, va dir a la seva dona Aino que havia vist apropar-se un estol de grues. "Allà vénen, els ocells de la meva joventut", va exclamar. De sobte, un dels ocells es va separar de la formació i va girar una vegada per sobre d'Ainola. Després es va unir a l'estol per continuar el seu viatge.

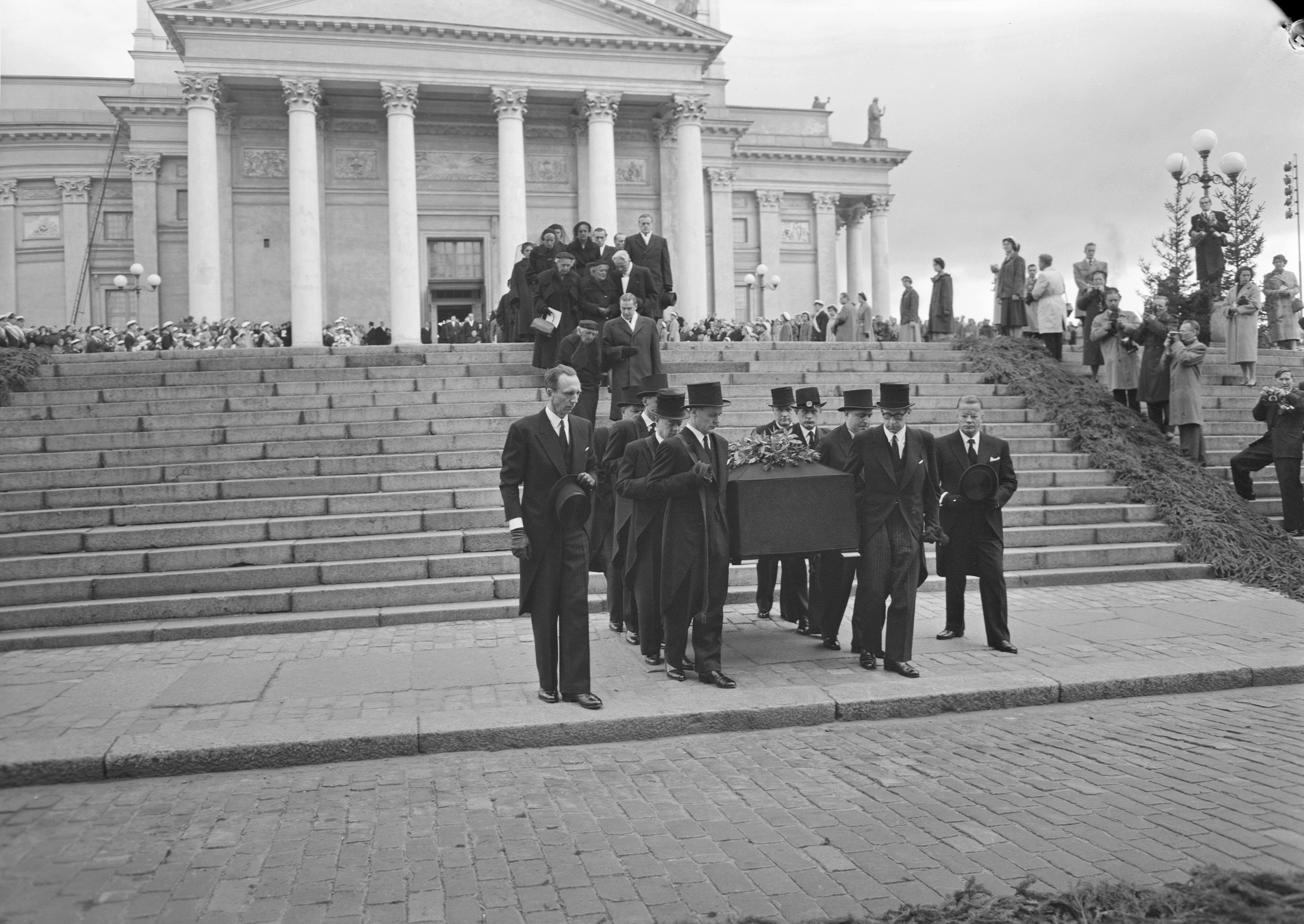
El funeral de Sibelius a la catedral de Hèlsinki el 1957

Dos anys més tard a Ainola, la nit del 20 de setembre de 1957, Sibelius va morir d'una hemorràgia cerebral als 91 anys. En el moment de la seva mort, la seva Cinquena Simfonia, dirigida per Sir Malcolm Sargent, estava sent retransmesa per ràdio des de Hèlsinki. Paral·lelament, l'⁣Assemblea General de les Nacions Unides estava en sessió i l'aleshores president de l'Assemblea, Sir Leslie Munro de Nova Zelanda, va demanar un moment de silenci i va pronunciar un elogi: "Sibelius pertanyia a tot el món. Va enriquir la vida de tota la raça humana amb la seva música". Un altre compositor finlandès conegut, Heino Kaski, va morir el mateix dia, però la seva mort va quedar eclipsada per la de Sibelius. Sibelius va ser honorat amb un funeral d'estat i està enterrat al jardí d'Ainola.
Aino Sibelius va continuar vivint a Ainola durant els següents 12 anys fins a la seva mort el dia 8 de juny de 1969, als 97 anys. Està enterrada al costat del seu marit.
El funeral es va celebrar el 30 de setembre a la Catedral de Hèlsinki. El taüt va ser portat a l'església el dia anterior, i aquella nit van venir 17.000 persones per retre homenatge al gran compositor. Estudiants van formar la guàrdia d'honor. Set espelmes cremaven a l'altar del funeral, una per a cada una de les simfonies de Sibelius. Durant la cerimònia van tocar música composta per Sibelius, concretament tres seccions de la música de La tempesta, El cigne de Tuonela, el tercer moviment Il tempo largo de la Quarta Simfonia i In Memoriam. Els músics, entre ells Uuno Klami i Einojuhani Rautavaara, van portar el taüt fins al cotxe, que va conduir cap a Järvenpää. La gent es va alinear al llarg del camí durant tot el trajecte de 40 quilòmetres. Sibelius va ser enterrat al jardí boscós de la seva casa, Ainola. Aino Sibelius va posar la darrera salutació a la tomba, amb un llaç funerari que deia: «De la teva dona, en agraïment per una vida dedicada al teu gran art». Aino hi va viure els vint anys següents, fins a la mort el 8 de juny de 1969; està soterrada al costat del seu espòs.
El 1972 els hereus de Sibelius van vendre Ainola a l'Estat finès. El govern de Finlàndia i la Societat Sibelius hi van instal·lar un museu el 1974.

## Música

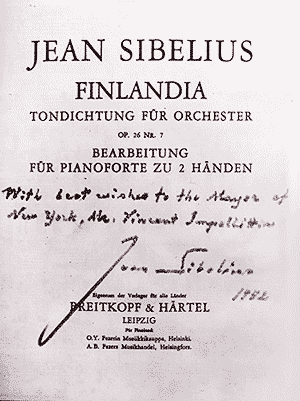
Primera edició de Finlandia de Jean Sibelius; còpia autografiada de 1952 per a l'⁣alcalde de la ciutat de Nova York, Vincent Impellitteri

Sibelius és àmpliament conegut per les seves simfonies i els seus poemes simfònics, especialment Finlandia i la Suite Karelia. La seva reputació a Finlàndia va créixer a la dècada de 1890 amb la simfonia coral Kullervo, que com moltes peces posteriors es va inspirar en el poema èpic Kalevala. La seva Primera Simfonia es va interpretar per primera vegada a un públic entusiasta l'any 1899 en un moment en què el nacionalisme finlandès estava evolucionant. A més de sis simfonies més, va guanyar popularitat a casa i a l'estranger amb música incidental i poemes simfònics, especialment En saga, El cigne de Tuonela i Valse triste. Sibelius també va compondre una sèrie d'obres per a violí i orquestra com un Concert per a violí, l'òpera Jungfrun i tornet, moltes peces orquestrals més breus, música de cambra, obres per a piano i violí, obres corals i nombroses cançons.
A mitjans de la dècada de 1920, després de les seves simfonies Sisena i Setena, va compondre el poema simfònic Tapiola i música incidental per a La tempesta. Després, tot i que va viure fins al 1957, no va publicar cap més obra destacada. Durant diversos anys, va treballar en una Vuitena Simfonia, que després va cremar.
Pel que fa al seu estil musical, els indicis de la música de Txaikovski són especialment evidents en obres primerenques com la seva Primera Simfonia i el seu Concert per a violí. Durant un període, no obstant això, va ser aclaparat per Wagner, sobretot mentre componia la seva òpera. Les influències més duradores van incloure Ferruccio Busoni i Anton Bruckner. Però per als poemes simfònics, es va inspirar sobretot en Liszt. Les similituds amb Bruckner es poden veure en les contribucions dels metalls a les seves obres orquestrals i el tempo generalment lent de la seva música.
Sibelius va eliminar progressivament els marcadors formals de la forma sonata en la seva obra i, en lloc de contrastar múltiples temes, es va centrar en la idea de cèl·lules i fragments en contínua evolució que culminaven en una gran declaració. Les seves obres posteriors destaquen pel seu sentit de desenvolupament ininterromput, progressant per mitjà de permutacions i derivacions temàtiques. La integritat i la sensació orgànica d'aquesta síntesi han suggerit que Sibelius començava les seves obres amb una declaració acabada i les treballava enrere; no obstant això, les anàlisis mostren que predominantment les iniciava amb cèl·lules de tres i quatre notes i fragments melòdics que es desenvolupaven i expandien cap a formes més completes. Els "temes", en realitat, demostren el contrari.

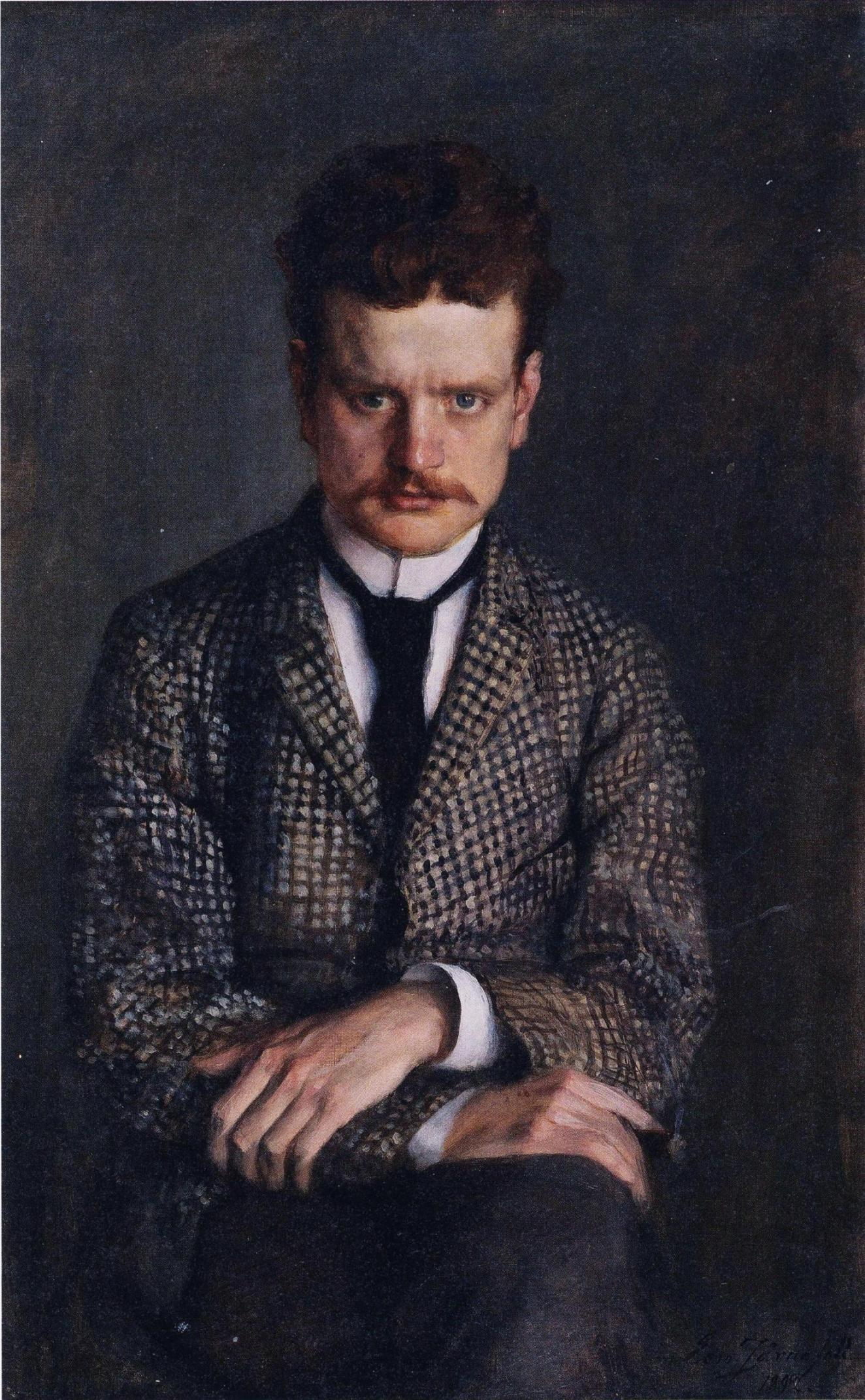
Retrat de Sibelius de 1892 pel seu cunyat Eero Järnefelt

Aquesta estructura autònoma contrastava notablement amb l'estil simfònic de Gustav Mahler, el principal rival de Sibelius en composició simfònica. Si bé la variació temàtica va tenir un paper important en les obres d'ambdós compositors, l'estil de Mahler va fer ús de temes disjunts, canviants bruscament i contrastats, mentre que Sibelius va intentar transformar lentament els elements temàtics. El novembre de 1907 Mahler va emprendre una gira de direcció per Finlàndia, i els dos compositors van poder fer una llarga caminada junts, fet que va portar Sibelius a comentar:
Vaig dir que admirava la severitat de l'estil [de la simfonia] i la profunda lògica que creava una connexió interna entre tots els motius... L'opinió de Mahler era just a la inversa. "No, una simfonia ha de ser com el món. Ha d'abraçar-ho tot".

### Simfonies
Les simfonies de Jean Sibelius constitueixen una fita singular dins el repertori orquestral. Amb opinions dividides —objecte de crítiques severes i, alhora, d’admiració fervent—, aquestes set obres es despleguen amb una força expressiva que sembla néixer d’un vincle profund amb el món natural. Escriu Stefano Russomanno: «Tota l’obra de Sibelius sembla modelada en la percepció —serena i solitària— dels paisatges infinits del nord: els boscos, els rius, els llacs, els silencis, la llum…».
Sibelius va començar a treballar en la Simfonia núm. 1 en mi menor, op. 39, el 1898 i la va completar a principis de 1899, quan tenia 33 anys. L'obra va ser interpretada per primera vegada el 26 d'abril de 1899 per l'Orquestra Filharmònica de Hèlsinki, dirigida pel compositor, en una versió original i ben rebuda que no ha sobreviscut. Després de l'estrena, Sibelius va fer algunes revisions, donant lloc a la versió que es representa avui dia. La revisió es va completar a la primavera i l'estiu de 1900, i va ser interpretada per primera vegada a Berlín per la Filharmònica de Hèlsinki, dirigida per Robert Kajanus el 18 de juliol de 1900. La simfonia comença amb un solo de clarinet altament original, una mica melancòlic, ajudat per timbales suaus.

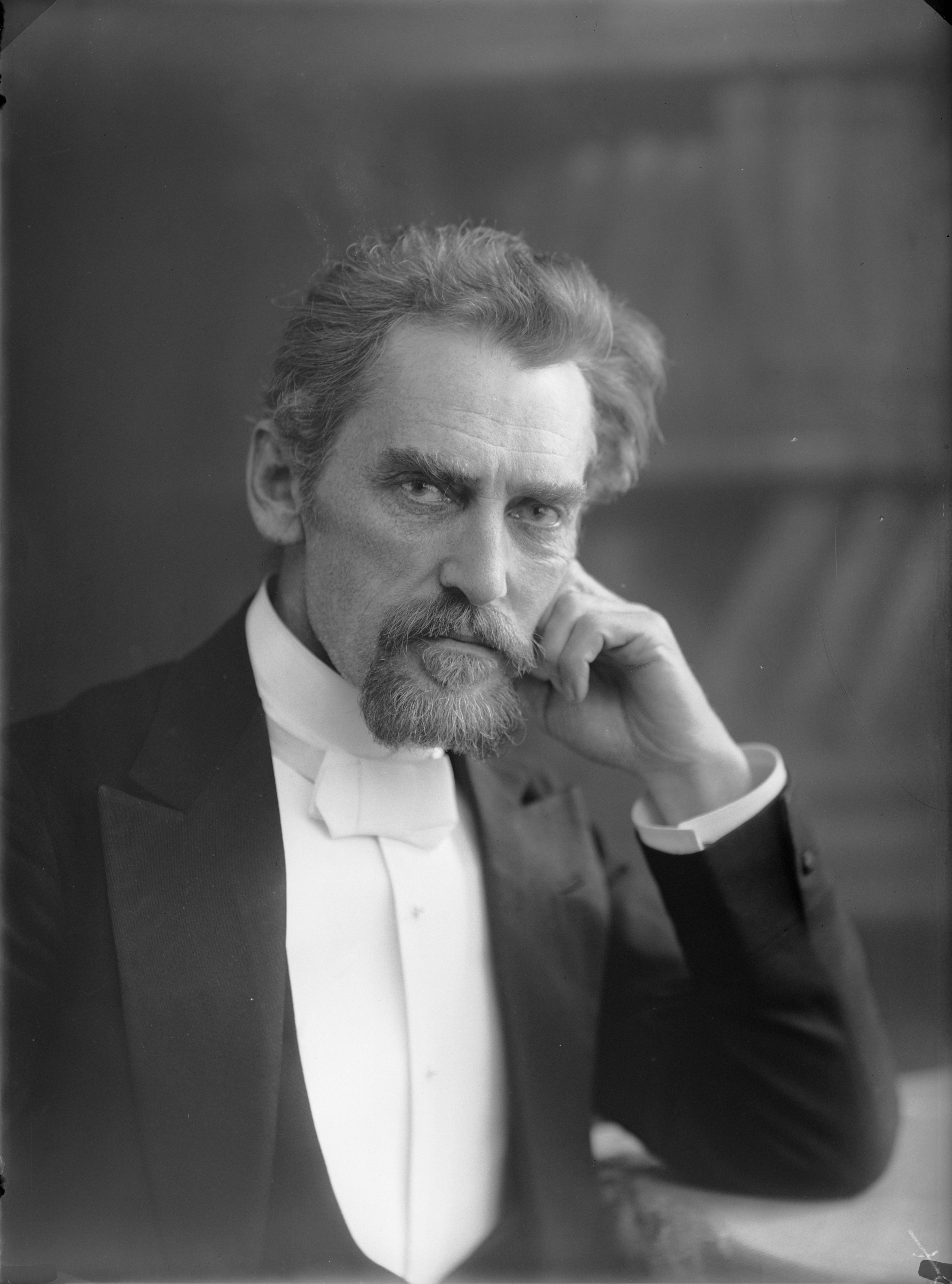
Robert Kajanus, fundador i director en cap de l'⁣Orquestra Filharmònica de Hèlsinki, que va ser un notable intèrpret de les simfonies de Sibelius.

La Segona Simfonia, la més popular i enregistrada amb més freqüència de les seves simfonies, va ser interpretada per primera vegada per la Societat Filharmònica de Hèlsinki el 8 de març de 1902, sota la direcció del compositor. Els acords inicials amb la seva progressió ascendent proporcionen un motiu per a tota l'obra. El tema heroic del final amb el motiu de tres tons és interpretat per les trompetes més que per les fustes originals. Durant un període d'opressió russa, va consolidar la reputació de Sibelius com a heroi nacional. Després de la primera actuació, Sibelius va fer alguns canvis, donant lloc a una versió revisada interpretada per primera vegada per Armas Järnefelt el 10 de novembre de 1903 a Estocolm.
La Tercera Simfonia és una peça bondadosa, triomfal i amb un so enganyosament senzill. La primera actuació de la simfonia va ser a càrrec de la Societat Filharmònica de Hèlsinki, dirigida pel compositor, el 25 de setembre de 1907. Hi ha temes de la música popular finlandesa als primers acords de l'obra. Compost just després del seu trasllat a Ainola, contrasta fortament amb les dues primeres simfonies, amb el seu clar mode d'expressió desenvolupant-se en els tons de marxa del final. La Quarta Simfonia va ser estrenada a Hèlsinki el 3 d'abril de 1911 per la Philharmonia Society, sota la direcció de Sibelius. Va ser escrit mentre Sibelius estava sotmès a una sèrie d'operacions per eliminar un tumor de la seva gola. La seva cruesa potser es pot explicar com una reacció de la seva decisió (temporal) de deixar de beure. Els compassos d'obertura, amb violoncels, baixos i fagots, transmeten un nou enfocament del temps. Després es desenvolupa en esbossos melancòlics basats en l'ambientació del compositor de The Raven de Poe. El final minvant és potser una premonició del silenci que experimentaria Sibelius vint anys després. En contrast amb els habituals finals assertius de l'època, l'obra acaba simplement amb un "soroll greu".
La Simfonia núm. 5 va ser estrenada a Hèlsinki amb gran aclamació pel mateix Sibelius el 8 de desembre de 1915, el seu 50è aniversari. La versió més representada avui dia és la revisió final, que consta de tres moviments, presentada l'any 1919. La Cinquena és l'única simfonia de Sibelius en clau major. A partir de la suau obertura interpretada per les trompes, l'obra es desenvolupa en repeticions rotatives dels seus diversos temes amb transformacions considerables, assentant les bases per a l'himne del cigne amb trompetes del moviment final. Mentre que la Cinquena ja havia començat a desviar-se de la forma sonata, la Sisena, dirigida pel compositor a la seva estrena el febrer de 1923, s'allunya encara més de les normes tradicionals. Tawaststjerna comenta que "l'estructura [del final] no segueix cap patró familiar". Compost en el mode dòric, es basa en alguns dels temes desenvolupats mentre Sibelius treballava en la Cinquena, així com en material destinat a un concert líric per a violí. Ara, adoptant un enfocament purificat, Sibelius va intentar oferir "aigua de font" en lloc de còctels, fent ús de flautes i cordes més lleugeres en lloc del pesat metall de la Cinquena.
La Simfonia núm. 7 en do major va ser la seva darrera simfonia publicada. Acabada l'any 1924, destaca per tenir un sol moviment. S'ha descrit com "completament original en la forma, subtil en el seu maneig dels tempi, individual en el tractament de la tonalitat i totalment orgànica en el creixement". També s'ha anomenat "l'èxit compositiu més notable de Sibelius". Inicialment titulada Fantasia sinfonica, es va estrenar a Estocolm el març de 1924, dirigida per Sibelius. Es basava en un moviment adagio que havia esbossat gairebé deu anys abans. Tot i que dominen les cordes, també hi ha un tema de trombó distintiu.

### Poemes simfònics
Després de les set simfonies i el concert per a violí, els tretze poemes simfònics de Sibelius són les seves obres orquestrals més rellevants, al costat dels poemes simfònics de Richard Strauss, representen algunes de les aportacions més importants al gènere des de Franz Liszt. Els poemes simfònics i les simfonies de Sibelius, tot i ser gèneres diferents, s'influeixen mútuament: les simfonies cerquen llibertat formal i els poemes simfònics, una estructura més rigorosa, cosa que crea una interacció constant entre ambdós formats. Com a grup, els poemes simfònics abasten la totalitat de la carrera artística de Sibelius (el primer va ser compost el 1892, mentre que l'últim va aparèixer el 1925), mostren la fascinació del compositor per la natura i la mitologia finlandesa (especialment el Kalevala) i ofereixen un retrat complet de la seva maduració estilística al llarg del temps.

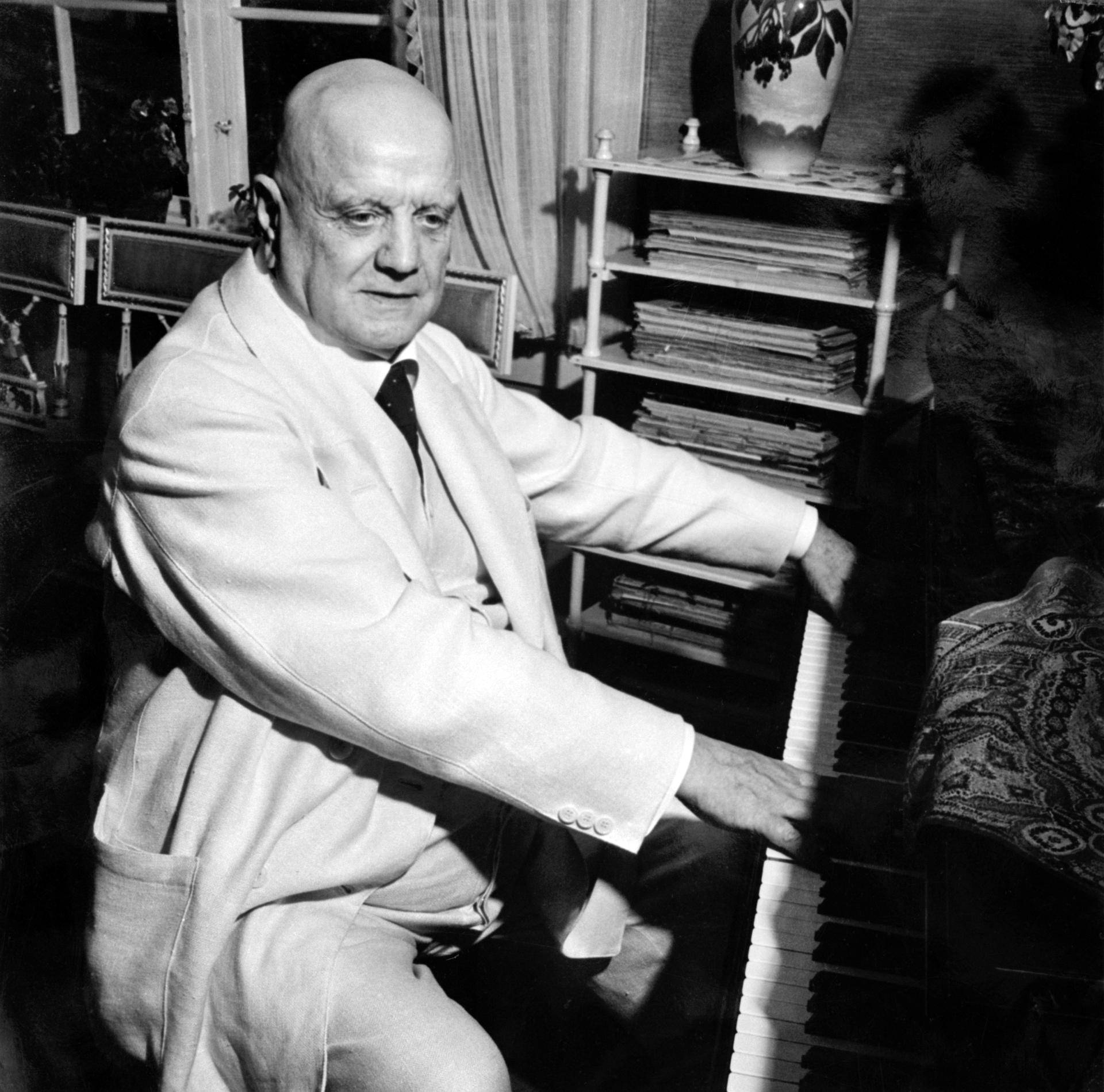
Sibelius a casa seva, Ainola, tocant el piano (1930)

En saga (que significa "Un conte de fades" en suec) es va presentar per primera vegada el febrer de 1893 amb la direcció de Sibelius. El poema simfònic d'un sol moviment es va inspirar possiblement en l'obra mitològica islandesa Edda, tot i que Sibelius simplement el va descriure com "una expressió del [seu] estat d'ànim". Començant amb un tema oníric a partir de les cordes, evoluciona cap als tons de la fusta, després les trompes i les violes, demostrant la capacitat de Sibelius per manejar una orquestra. La primera peça orquestral significativa del compositor, va ser revisada el 1902 quan Ferruccio Busoni va convidar Sibelius a dirigir la seva obra a Berlín. L'exitosa recepció el va animar a escriure a Aino: "He estat reconegut com un artista consumat".
La nimfa del bosc, un poema simfònic d'un sol moviment per a orquestra, va ser escrit el 1894. Estrenat l'abril de 1895 a Hèlsinki amb la direcció de Sibelius, s'inspira en l'obra homònima del poeta suec Viktor Rydberg. Organitzativament, consta de quatre apartats informals, cadascun corresponent a una de les quatre estrofes del poema i que evoca l'estat d'ànim d'un episodi concret: primer, vigor heroic; segon, activitat frenètica; tercer, l'amor sensual; i quart, un dolor inconsolable. Malgrat la bellesa de la música, molts crítics han criticat Sibelius per la seva "dependència excessiva" de l'estructura narrativa del material original.
La Suite Lemminkäinen la va compondre a principis de la dècada de 1890. Concebuda originàriament com una òpera mitològica, Veneen luominen (La construcció del vaixell), en una escala igual a la de Richard Wagner, Sibelius va canviar més tard els seus objectius musicals i l'obra es va convertir en una peça orquestral en quatre moviments. La suite està basada en el personatge Lemminkäinen de l'èpica nacional finlandesa Kalevala. També es pot considerar un recull de poemes simfònics. La segona/tercera secció, El cigne de Tuonela, s'escolta sovint per separat.
Finlandia, probablement la més coneguda de totes les obres de Sibelius, és una peça altament patriòtica interpretada per primera vegada el novembre de 1899 com un dels quadres de les celebracions de la premsa finlandesa. Va tenir l'estrena pública en forma revisada el juliol de 1900. El títol actual només va sorgir més tard, primer per a la versió per a piano, després el 1901 quan Kajanus va dirigir la versió orquestral sota el nom de Finlandia. Tot i que Sibelius va insistir que era principalment una peça orquestral, també es va convertir en una de les preferides mundials per als cors, especialment per a l'episodi de l'himne. Finalment, el compositor va consentir que el 1937 i el 1940 s'afegís una lletra per a l'himne, primer per als francmaçons i més tard per a un ús més general.
Les oceànides és un poema simfònic d'un sol moviment per a orquestra escrit entre 1913 i 1914. La peça, que fa referència a les nimfes de la mitologia grega que habitaven el mar Mediterrani, es va estrenar el 4 de juny de 1914 al Festival de Música de Norfolk a Connecticut amb el mateix Sibelius a la direcció. L'obra (en re major), elogiada a la seva estrena com "la millor evocació del mar mai produïda en la música", consta de dos temes que Sibelius desenvolupa gradualment en tres etapes informals: primer, un oceà plàcid; segon, una tempesta que s'apropa; i tercer, un clímax amb grans onades que trenquen. A mesura que la tempesta disminueix, sona un acord final que simbolitza el poder i l'extensió il·limitada del mar.
Tapiola, l'última gran obra orquestral de Sibelius, va ser encarregada per Walter Damrosch per a la Societat Filharmònica de Nova York on es va estrenar el 26 de desembre de 1926. Està inspirat en Tapio, un esperit forestal del Kalevala. Per citar el crític nord-americà Alex Ross, "va resultar ser la declaració musical més severa i concentrada de Sibelius". Encara més emfàticament, el compositor i biògraf Cecil Gray afirma: "Encara que Sibelius no hagués escrit res més, aquesta obra li donaria dret a un lloc entre els més grans mestres de tots els temps".

### Altres obres importants
Karelia, una de les primeres obres del compositor, escrita per a l'Associació d'Estudiants de Vyborg, es va interpretar per primera vegada el 13 de novembre de 1893 amb un públic sorollós. La "Suite" va sorgir d'un concert el 23 de novembre format per l'obertura i els tres moviments, que es van publicar com a op. 11, la Suite Karelia. Continua sent una de les peces més populars de Sibelius.
Valse triste és una obra orquestral breu que originalment formava part de la música incidental que Sibelius va compondre per a l'obra de teatre Kuolema (La Mort) del seu cunyat, Arvid Järnefelt, el 1903. Ara és molt més coneguda com a peça de concert independent. Sibelius va escriure sis peces per a la producció del 2 de desembre de 1903 de Kuolema. El vals acompanyava una seqüència en què una dona s'aixeca del seu llit de mort per ballar amb fantasmes. El 1904, Sibelius va revisar la peça per a una actuació a Hèlsinki el 25 d'abril on es va presentar com a Valse triste. Un èxit instantani, va agafar una vida pròpia i segueix sent una de les peces més interpretades de Sibelius.
El Concert per a violí en re menor es va interpretar per primera vegada el 8 de febrer de 1904 amb Victor Nováček com a solista. Com que Sibelius amb prou feines havia acabat la peça a temps per a l'estrena, Nováček no va tenir prou temps per preparar-se, amb el resultat que l'actuació va ser un desastre. Després de revisions substancials, es va estrenar una nova versió el 19 d'octubre de 1905 amb Richard Strauss dirigint la Berlin Court Orchestra. Amb Karel Halíř, el líder de l'orquestra, com a solista va ser un gran èxit. La peça s'ha fet cada cop més popular i ara és el més freqüentment gravat de tots els concerts per a violí composts al segle xx.
Kullervo, una de les primeres obres de Sibelius, de vegades es coneix com una simfonia coral, però es descriu millor com una suite de cinc moviments simfònics que s'assemblen a poemes simfònics. Basat en el personatge Kullervo del Kalevala, es va estrenar el 28 d'abril de 1892 amb Emmy Achté i Abraham Ojanperä com a solistes i Sibelius dirigint el cor i l'orquestra de la recentment fundada Helsinki Orchestra Society. Encara que només es va interpretar cinc vegades durant la vida del compositor, des de la dècada de 1990 s'ha convertit cada vegada més en molt popular, tant per a actuacions en directe com per a enregistraments.

## Recepció

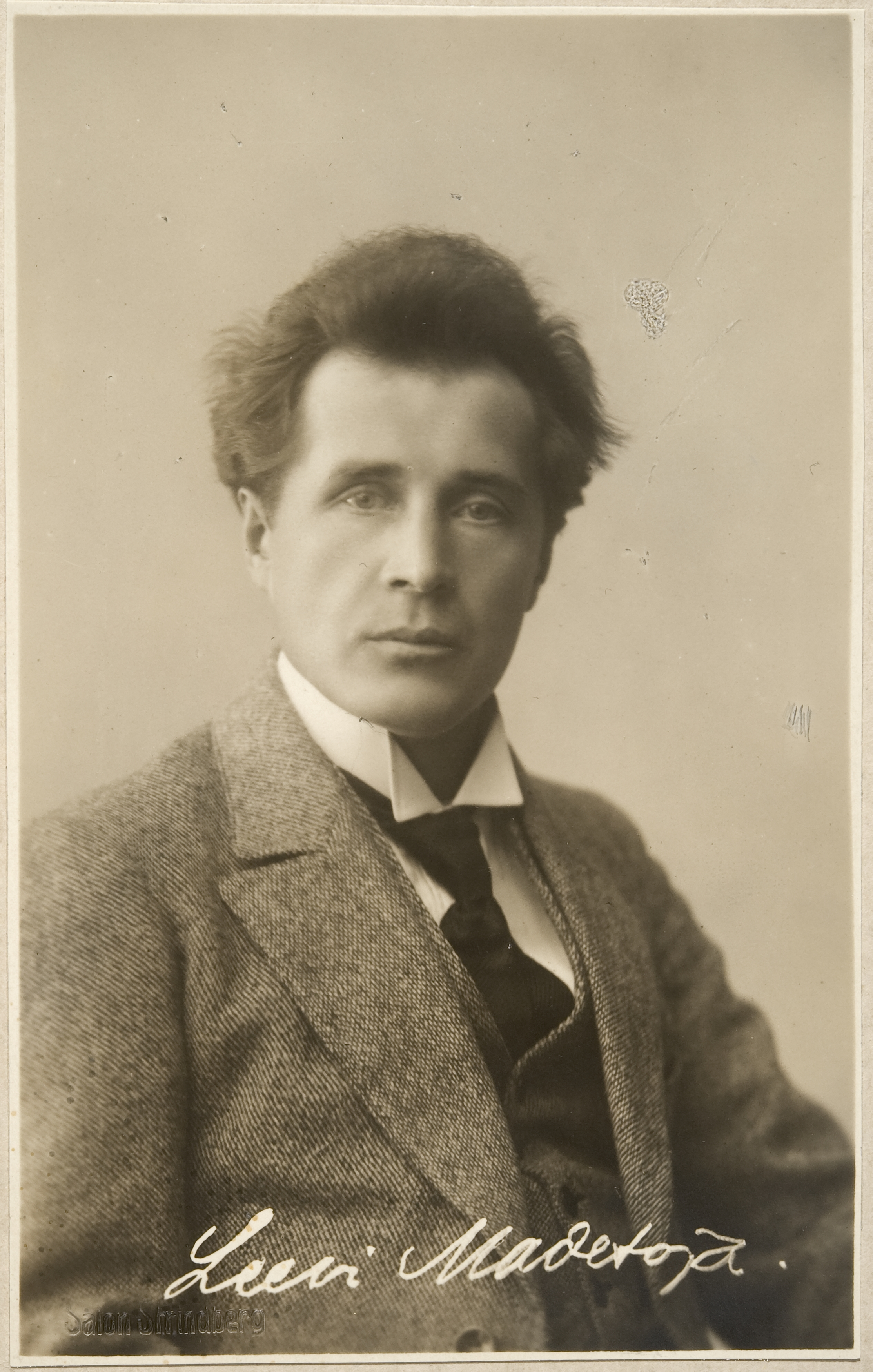
Leevi Madetoja, l'alumne més notable de Sibelius i, com a crític, defensor de les seves obres

Sibelius va exercir una influència considerable sobre els compositors simfònics i la vida musical, almenys en països de parla anglesa i nòrdics. El simfonista finlandès Leevi Madetoja va ser deixeble de Sibelius. A la Gran Bretanya, Ralph Vaughan Williams i Arnold Bax van dedicar les seves cinquenes simfonies a Sibelius. A més, Tapiola té un ressò destacat tant a Sisena Simfonia de Bax com a la Simfonia en sol menor d'⁣Ernest John Moeran. La influència dels procediments compositius de Sibelius també es fa sentir amb força a la Primera Simfonia de William Walton. Quan aquestes i altres obres importants simfòniques britàniques es van escriure al voltant de la dècada dels anys 1930, la música de Sibelius estava molt a la moda, amb directors d'orquestra com Thomas Beecham i John Barbirolli defensant la seva causa tant a la sala de concerts com en el disc. L'amic compositor de Walton, Constant Lambert, fins i tot va afirmar que Sibelius va ser "El primer gran compositor des de Beethoven, que la seva ment pensa de forma natural en termes de forma simfònica". Abans, Granville Bantock havia defensat Sibelius (l'estima era mútua: Sibelius va dedicar la seva Tercera Simfonia al compositor anglès, i el 1946 es va convertir en el primer president de la Bantock Society). Més recentment, Sibelius també va ser un dels compositors defensats per Robert Simpson. Malcolm Arnold va reconèixer la seva influència, i Arthur Butterworth també va veure la música de Sibelius com una font d'inspiració en la seva obra.
El compositor més important de Nova Zelanda del segle xx, Douglas Lilburn, va escriure sobre la inspiració que va derivar de l'obra de Sibelius, especialment per a les seves primeres composicions.
Eugene Ormandy i, en un grau més baix, el seu predecessor amb l'Orquestra de Filadèlfia Leopold Stokowski, van ser fonamentals per portar la música de Sibelius al públic nord-americà programant amb freqüència les seves obres; el primer va desenvolupar una relació amistosa amb Sibelius al llarg de la seva vida. Més endavant, Sibelius va ser defensat pel crític nord-americà Olin Downes, que va escriure una biografia del compositor.
El 1938 Theodor Adorno va escriure un assaig crític, notòriament acusant que "Si Sibelius és bo, això invalida els estàndards de qualitat musical que han persistit des de Bach fins a Schönberg⁣: la riquesa de la interconnexió, l'articulació, la unitat en la diversitat, les 'diverses cares' e 'una'." Adorno va enviar el seu assaig a Virgil Thomson, aleshores crític musical del New York Herald Tribune, que també va ser crític amb Sibelius; Thomson, tot i estar d'acord amb el sentiment de l'assaig, va declarar a Adorno que "el to [era] més apte per crear antagonisme cap a [Adorno] que cap a Sibelius". Més tard, el compositor, teòric i director d'orquestra René Leibowitz va arribar a descriure Sibelius com "el pitjor compositor del món" en el títol d'un pamflet de 1955.
Potser una de les raons per les quals Sibelius ha atret tant els elogis com la ira de la crítica és que en cadascuna de les seves set simfonies va abordar els problemes bàsics de la forma, la tonalitat i l'arquitectura d'una manera única i individual. D'una banda, la seva creativitat simfònica era innovadora, mentre que d'altres pensaven que la música havia de prendre un altre camí. La resposta de Sibelius a les crítiques va ser desdenyosa: "No facis cas del que diuen els crítics. Mai s'ha erigit una estàtua en honor a un crític."

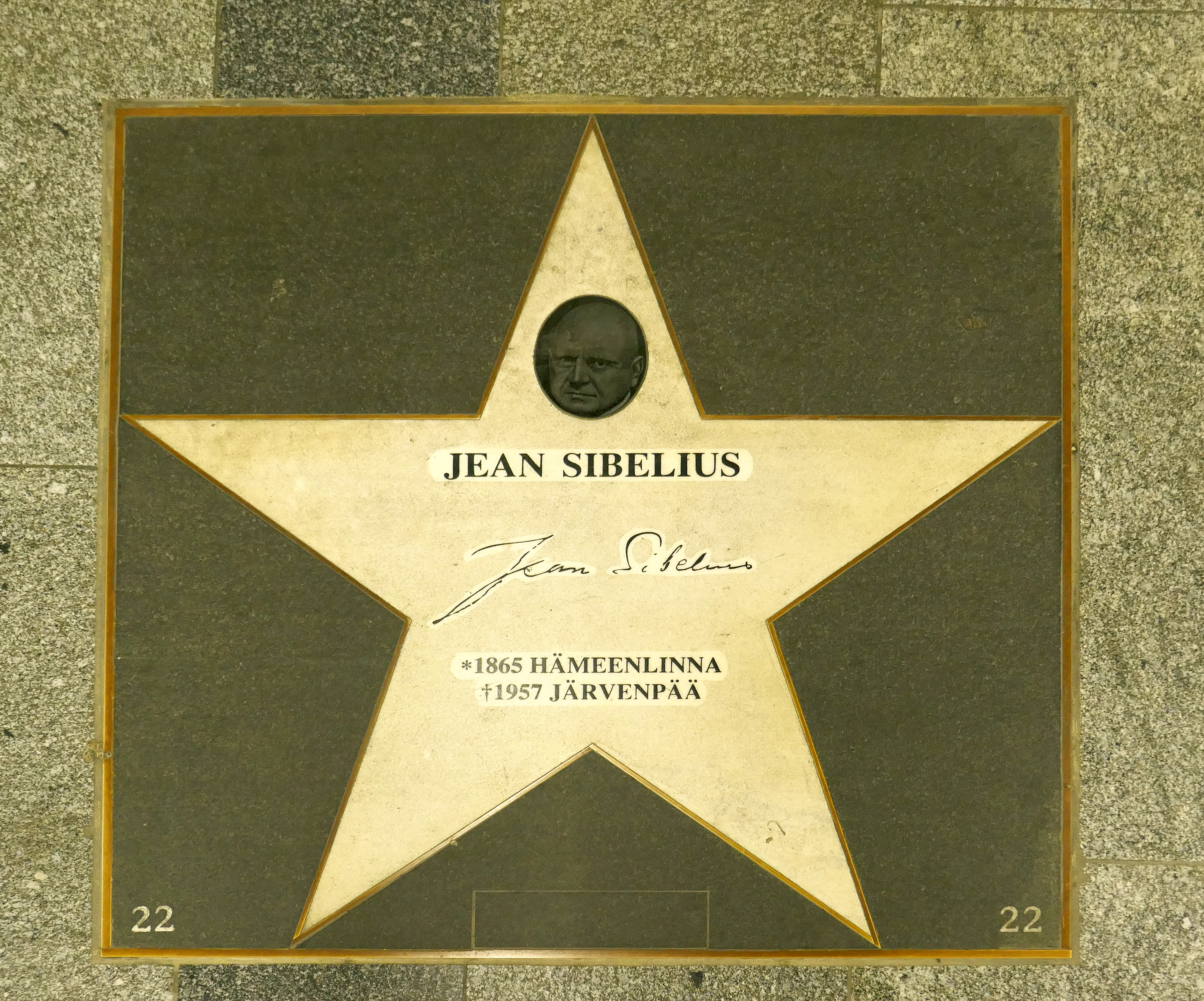
Estrella a la Musik Meile (Music Mile) de Viena

En les últimes dècades del segle xx, Sibelius es va veure més favorablement: Milan Kundera va dir que l'enfocament del compositor era el del "modernisme antimodern", situant-se fora de "l'statu quo del progrés perpetu". En una línia semblant, el filòsof Slavoj Žižek contrasta Sibelius amb l'enfocament "modernista" de Schönberg i el "postmodernista" de Stravinski⁣; per a Žižek, Sibelius representa l'alternativa del "tradicionalisme persistent", de continuar en la tradició heretada però amb integritat artística, no com un "conservador fals". El 1990, la compositora Thea Musgrave va rebre l'encàrrec de l'Orquestra Filharmònica de Hèlsinki d'escriure una peça en honor al 125è aniversari del naixement de Sibelius: La cançó de l'encantador es va estrenar el 14 de febrer de 1991. El 1984, el compositor d'avantguarda nord-americà Morton Feldman va donar una conferència a Darmstadt, Alemanya, on va afirmar que "les persones que creus que són radicals podrien ser realment conservadores - les persones que creus que són conservadores podrien ser realment radicals", després de la qual cosa va començar a taral·lejar la Cinquena Simfonia de Sibelius.
El 1996, el crític musical Tim Page, ⁣ guanyador del premi Pulitzer, va escriure: "Hi ha dues coses a dir de seguida sobre Sibelius. Primer, és terriblement desigual (una gran part de la seva música de cambra, moltes de les seves cançons i la major part de la seva música per a piano podrien haver estat produïdes per un compositor de saló de segona categoria del segle XIX en una tarda lleugerament desafortunada). En segon lloc, en el seu millor moment, sovint és estrany". El pianista Leif Ove Andsnes ofereix un contrapès a l'avaluació de Page sobre la música per a piano de Sibelius. Reconeixent que aquest conjunt d'obres és desigual en qualitat, Andsnes creu que el rebuig crític comú no està justificat. En interpretar obres de piano seleccionades, Andsnes descobreix que el públic estava "sorprès que hi pogués haver un compositor important amb una música tan bella i accessible que la gent no coneix".
Per al 150è aniversari del naixement de Sibelius, el Helsinki Music Center va planificar un "Sibelius Finland Experience Show" il·lustrat i narrat cada dia durant l'estiu del 2015. També s'havia previst que la producció s'estengués durant els anys 2016 i 2017. El mateix 8 de desembre, l'Orquestra Filharmònica de Hèlsinki dirigida per John Storgårds va planificar un concert commemoratiu amb En Saga, Luonnotar i la Setena Simfonia.

## Llegat

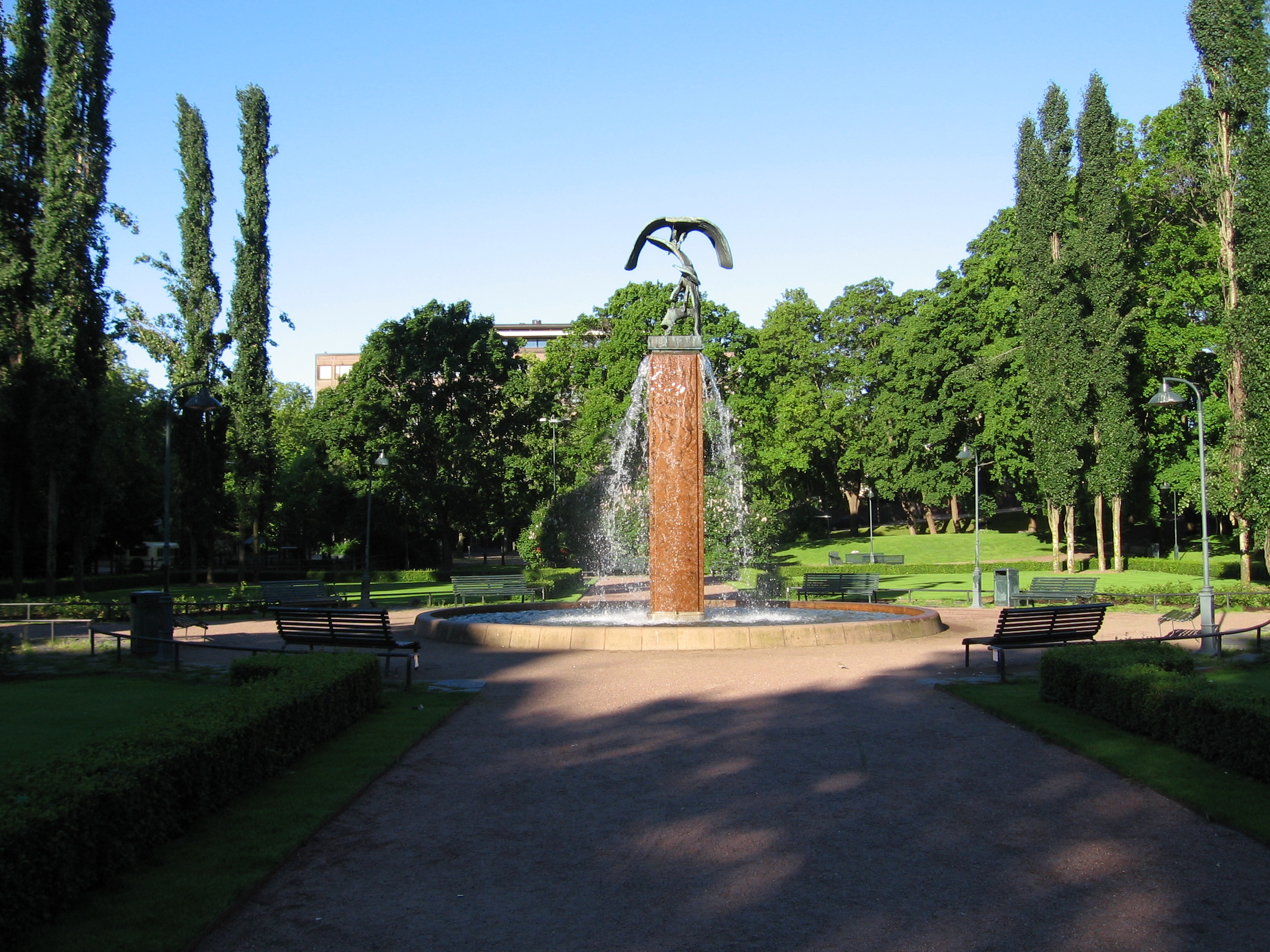
El parc Sibelius (Sibeliuksenpuisto) a Kotka, Finlàndia

El 1972, les filles supervivents de Sibelius van vendre Ainola a l'estat finlandès. El Ministeri d'Educació i la Societat Sibelius de Finlàndia el van obrir com a museu el 1974. Sibelius ha estat commemorat per l'art, els segells i la moneda; el bitllet finlandès de 100 marcs va incloure la seva imatge fins al 2002, quan es va adoptar l'euro. Des de l'any 2011, Finlàndia celebra el 8 de desembre el dia de la bandera, l'aniversari del compositor, també conegut com el "Dia de la música finlandesa". L'any 2015, el 150è aniversari del naixement del compositor, va gaudir d'una sèrie de concerts i esdeveniments especials, especialment a la ciutat de Hèlsinki.
El Quinquennal Concurs Internacional de Violí Jean Sibelius, instituït el 1965, el Monument Sibelius, inaugurat el 1967 al parc Sibelius de Hèlsinki, el Museu Sibelius, inaugurat a Turku el 1968, i la sala de concerts Sibelius Hall de Lahti, oberta en el seu honor l'any 2000, com ho va ser l'asteroide 1405 Sibelius.
L'edició completa de l'obra de Sibelius s'està preparant a Finlàndia des de 1996. És una empresa conjunta entre la Biblioteca Nacional de Finlàndia, la Societat Sibelius de Finlàndia i les editorials Breitkopf & Härtel. En acabar, aquesta edició crítica constarà de 60 volums.
Sibelius va portar un diari des del 1909 fins al 1944, i la seva família va permetre que es publiqués, en format íntegre, el 2005. El diari ha estat editat per Fabian Dahlström i publicat en llengua sueca el 2005. Per celebrar el 150è aniversari del compositor, el 2015 també es va publicar tot el diari en llengua finlandesa. També s'han editat i publicat diversos volums de la correspondència de Sibelius en suec, finès i anglès.
El programa per escriure partitures Sibelius porta el seu nom.

## Obra

### Música escènica
- Jungfrun i tornet, òpera ('La donzella a la torre', 1896)
- Kuningas Kristian II, música incidental, op. 27 ('El rei Cristià II', 1898)
- Ödlan, música incidental, op. 8 ('El llangardaix', 1909)
- Kuolema, música incidental, op. 44 ('Mort', 1903, rev. 1904, 1906, 1911)
- Pelléas et Mélisande, música incidental, op. 46 (1905)
- Belsazars gästabud, música incidental, op. 51 ('El festí de Baltasar', 1906)
- Svanevit, música incidental, op. 54 ('El cigne blanc', 1908)
- Twelfth Night, op. 60 ('Nit de Reis', 1909)
- Scaramouche, pantomima, op. 71 (1913)
- Jokamies, música incidental, op. 83 ('L'home comú', 1916)
- Myrsky, música incidental, op. 109 ('La tempesta', 1925)

### Obres orquestrals
- Kullervo, simfonia per a soprano, baríton, cor i orquestra op. 7 (1892)
- En saga, poema simfònic per a orquestra op. 9 (1892)
- Karelia, obertura per a orquestra op. 10 (1893)
- Suite Karelia per a orquestra op. 11 (1893)
- Rakastava per a veus masculines i corda o corda i percussió op. 14 ('Amant', 1893; diversos arranjaments posteriors fins al 1911)
- Suite Lemminkäinen (Quatre llegendes del Kalevala) per a orquestra op. 22 (1893)
- Skogsrået (La nimfa del bosc), poema simfònic per a orquestra op. 15 (1894)
- Vårsång per a orquestra op. 16 ('Cançó de primavera', 1894)
- Suite El rei Cristià II, suite de música incidental per a orquestra op. 27 (1898)
- Sandels, improvisació per a cor i orquestra op. 28 (1898)
- Finlandia per a orquestra i cor (opcional) op. 26 (1899)
- Snöfrid per a recitador, cor i orquestra op. 29 (1899)
- Tulen synty (L'origen del foc) op. 32 (1902)
- Simfonia núm. 1 en mi menor per a orquestra op. 39 (1899/1900)
- Simfonia núm. 2 en re major per a orquestra op. 43 (1902)
- Concert per a violí en re menor op. 47 (1903/1905)
- Kuolema (Valse triste i Escena amb grues) per a orquestra op. 44 (1904/1906)
- Dance Intermezzo per a orquestra op.45/2 (1904/1907)
- Pelléas et Mélisande, música incidental/suite per a orquestra op. 46 (1905)
- Pohjolan tytär (La filla de Pohjola), poema simfònic per a orquestra op. 49 (1906)
- Simfonia núm. 3 en do major per a orquestra op. 52 (1907)
- Svanevit (El cigne blanc), suite de la música incidental per a orquestra op. 54 (1908)
- Cavalcada nocturna i sortida del sol, poema simfònic per a orquestra op. 55 (1909)
- Dryadi per a orquestra op.45/1 (1910)
- Dues Peces de Kuolema per a orquestra op. 62 (1911)
- Simfonia núm. 4 en la menor per a orquestra op. 63 (1911)
- Dues serenates per a violí i orquestra op. 69 (1912)
- Barden (El bard), poema simfònic per a orquestra i arpa op. 64 (1913/1914)
- Luonnotar, poema simfònic per a soprano i orquestra op. 70 (1913)
- Les oceànides, poema simfònic per a orquestra op. 73 (1914)
- Simfonia núm. 5 en mi bemoll major per a orquestra op. 82 (1915, revisada 1916 i 1919)
- Oma Maa (El Pare Terra) per a cor i orquestra op. 92 (1918)
- Jordens sång (Cançó de la Terra) per a cor i orquestra op. 93 (1919)
- Simfonia núm. 6 en re menor per a orquestra op. 104 (1923)
- Simfonia núm. 7 en do major per a orquestra op. 105 (1924)
- Stormen (La tempesta), música incidental per a solistes, cor i orquestra op. 109 (1925)
- Väinön virsi (La cançó de Väinö) per a cor i orquestra op. 110 (1926)
- Tapiola, poema simfònic per a orquestra op. 112 (1926)
- Andante Festivo per a orquestra de corda (1925/1930)
- Simfonia núm. 8. (Inacabada)

### Altres obres
- Viisi joululaulua, Op. 1, cinc cançons de Nadal (1895–1913)
- Voces intimae, Op.56, quartet de corda (1909)
- Jääkärimarssi (1915)

## Monografies
- El compositor alemany Alfred Schattmann va escriure una monografia molt completa de Sibelius.